# Умершие в октябре 2019 года
Это список известных людей, соответствующих установленным критериям значимости (см. Википедия:Критерии значимости персоналий), умерших в октябре 2019 года.
Причина смерти указывается лишь в исключительных случаях (убийство, самоубийство, гибель в результате военных действий, смертная казнь, ДТП или несчастные случаи). В остальных случаях — не указывается.

### 31 октября
- Абади, Эбрахим (85) — иранский киноактёр[1].
- Гитанджали (72) — индийская киноактриса[2].
- Джорджетти, Флоранс (75) — французская актриса[3][4].
- Лаврентьев, Сергей Сергеевич (59) — российский государственный деятель, мэр города Киселёвска (2003—2018); убит[5].
- Макинтайр, Том (87) — ирландский писатель и поэт[6].
- Нассер, Амджад (64) — индонезийский писатель и поэт[7].
- Расо, Элоиза Элена (64) — бразильская киноактриса и балерина[8].
- Северцов, Алексей Сергеевич (82) — советский и российский биолог, доктор биологических наук (1976), профессор кафедры биологической эволюции МГУ (1978), заслуженный деятель науки Российской Федерации (2002), внук А. Н. Северцова[9].
- Спанос, Яннис (85) — греческий композитор[10].
- Судник, Владислав Александрович (78) — российский учёный в области технологии сварочного производства, доктор технических наук (1991), профессор (1993)[11].
- Фишман, Борис Борисович (71) — российский учёный в области лечения профзаболеваний, доктор медицинских наук, профессор[12].

### 30 октября

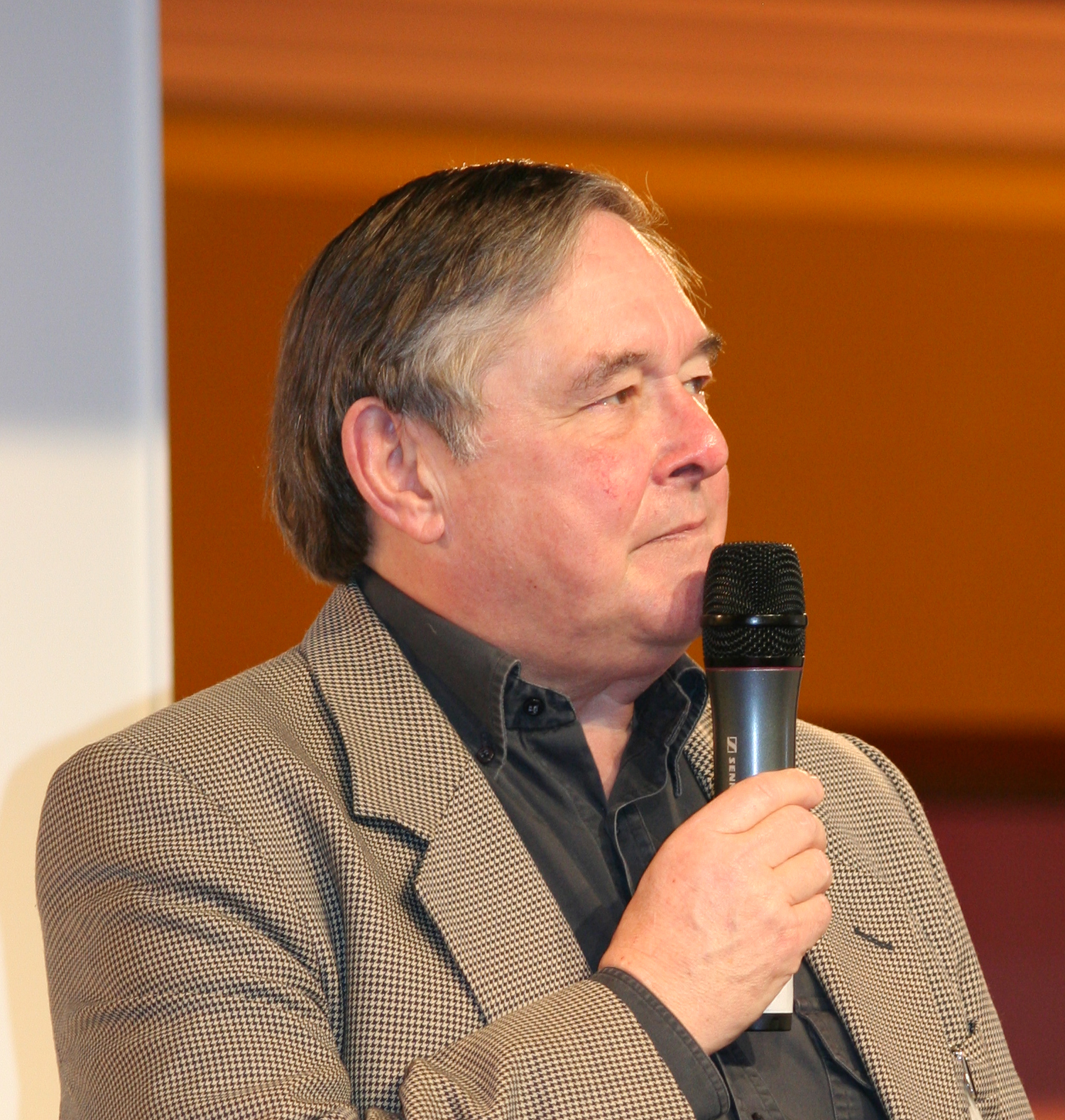
Рассел Брукс

- Брукс, Рассел (74) — британский раллийный пилот, чемпион Великобритании по ралли (1977, 1985)[13].
- Гаудасинская, Елена Станиславовна (52) — российская пианистка, заслуженная артистка Российской Федерации (2007), дочь С. Л. Гаудасинского и И. П. Богачёвой[14].
- Грегори, Джим (83) — канадский хоккейный тренер и менеджер[15].
- Григорьев, Святослав Иванович (70) — российский социолог, член-корреспондент РАО (1992)[16].
- Джонсон, Моболадзи (83) — нигерийский государственный деятель, губернатор штата Лагос (1967—1975)[17].
- Коломейченко, Виктор Васильевич (83) — советский и российский учёный в области растениеводства и кормопроизводства, член-корреспондент РАСХН (1997—2014), член-корреспондент РАН (2014)[18].
- Поспелов, Дмитрий Александрович (86) — советский и российский учёный, специалист в области новых методов управления сложными системами, создания ЭВМ новой архитектуры и основоположник советской школы искусственного интеллекта[19].
- Раков, Лев Владимирович (93) — советский и российский контрабасист и искусствовед, профессор кафедры виолончели и контрабаса Московской консерватории, заслуженный деятель искусств Российской Федерации (2002)[20].
- Слэйд, Бернард (89) — канадский драматург и сценарист[21].
- Тракслер, Боб (88) — американский государственный деятель, член Палаты представителей США (1974—1993)[22].
- Уизерспун, Джон (77) — американский киноактёр[23].
- Фейгин, Георгий Аронович (90) — советский и киргизский оториноларинголог, доктор медицинских наук (1971), профессор (1977)[24].
- Хьюз, Уильям (87) — американский государственный деятель, член Палаты представителей США (1975—1995)[25].
- Янбеков, Рамазан Фатхуллович (85) — советский и российский башкирский певец, народный артист Башкирской АССР (1982)[26].

### 29 октября

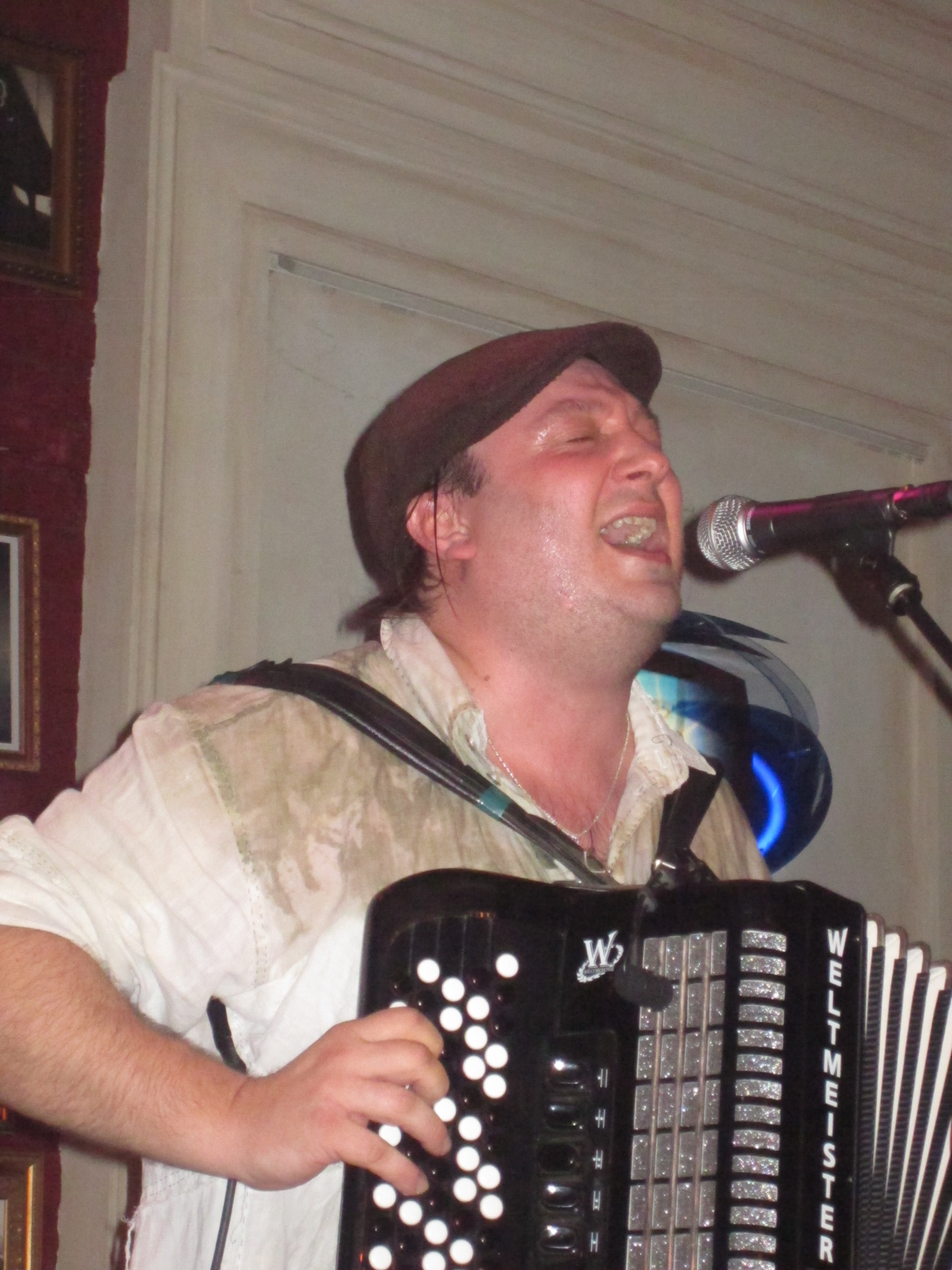
Антон Матезиус

- Анфимов, Николай Аполлонович (84) — советский и российский учёный в области аэромеханики, директор ЦНИИмаша (2000—2008), академик РАН (1997)[27].
- Босток, Дэвид (83) — британский философ[28].
- Бэлилз, Джералд (79) — американский государственный деятель, губернатор штата Вирджиния (1986—1990)[29].
- Геника-Чиркова, Людмила Юрьевна (96) — советская актриса театра и кино, вдова Б. П. Чиркова. Заслуженная артистка РСФСР (1972)[30].
- Зоткин, Владимир Георгиевич (73) — советский и российский композитор[31].
- Каминский, Александр Александрович (85) — советский и российский физик, член-корреспондент РАН (2006)[32].
- Константинеску, Михай (73) — румынский певец и автор песен[33].
- Матезиус, Антон Юрьевич (46) — российский музыкант, участник группы «Billy’s Band» (2001—2016)[34].

### 28 октября

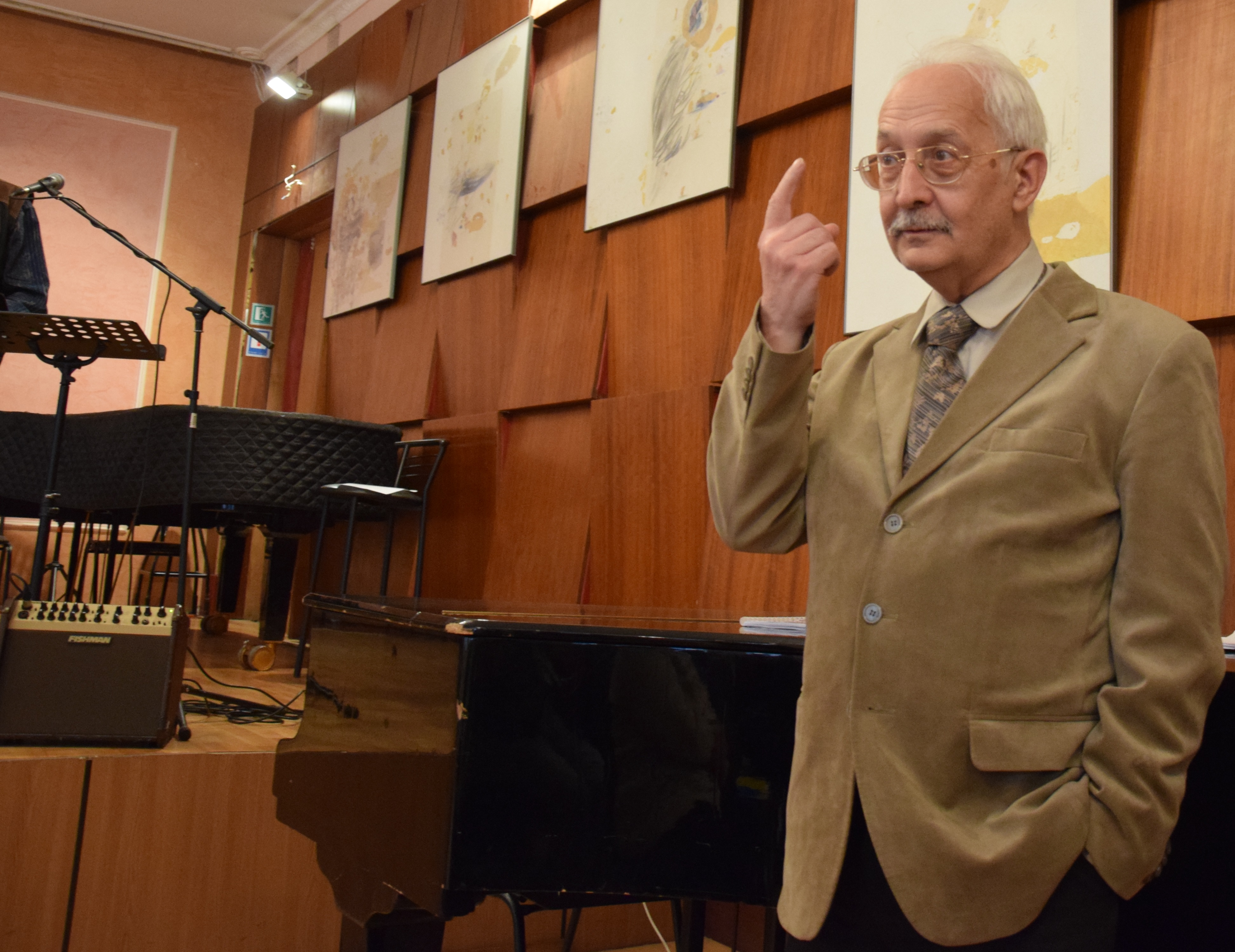
Михаил Степаненко

- Алан, Анник (94) — французская актриса[35][36].
- Баргыбай уулу, Бакыт (42) — киргизский футболист[37].
- Бьянки, Альфред (87) — американский баскетболист[38].
- Дрбоглавова, Яна (78) — чешская киноактриса[39].
- Енеи, Золтан (76) — венгерский композитор[40].
- Ковальчук, Юрий Ананьевич (65) — советский и российский художник[41].
- Мозли, Берт (96) — английский футболист, выступавший за национальную сборную[42].
- Савельев, Геннадий Константинович (77) — советский и российский баянист, заслуженный артист Российской Федерации (1996)[43].
- Степаненко, Михаил Борисович (77) — украинский композитор и пианист, народный артист Украины (1997)[44].
- Флитзани-Стефанопулос, Мария (66) — американский учёный греческого происхождения, специалист в области химической технологии, пионер в сфере производства экологически чистой энергии[45].
- Хейган, Кей (66) — американский государственный деятель, сенатор от Северной Каролины (2009—2015)[46].

### 27 октября

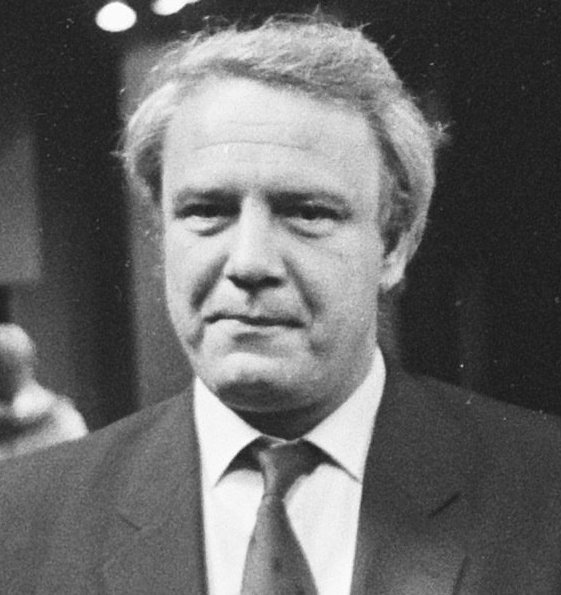
Владимир Буковский

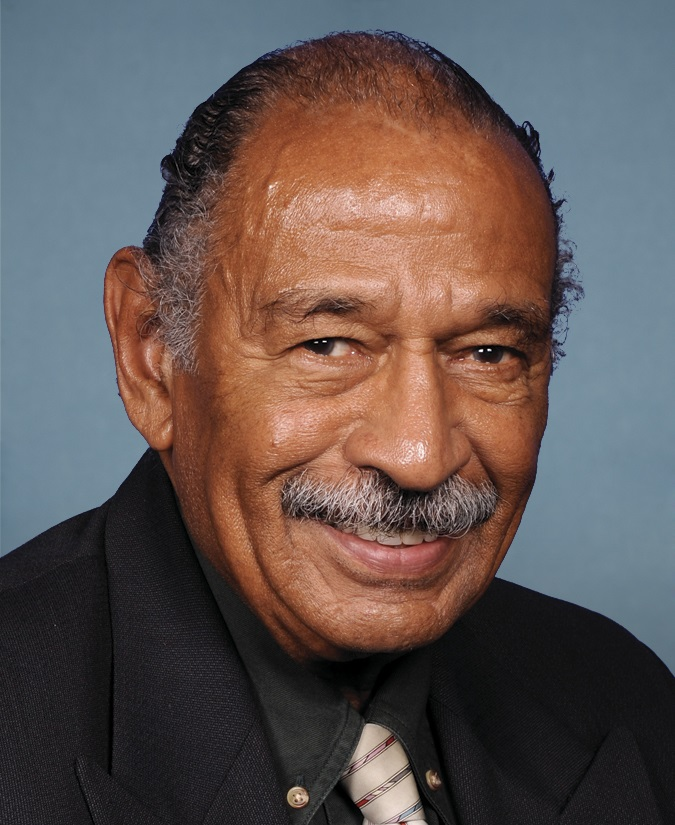
Джон Коньерс

- Авидзба, Виталий Александрович (66) — советский и абхазский тренер по самбо и дзюдо, мастер спорта СССР[47].
- Берделлима, Шпреса (60) — албанская актриса[48].
- Буковский, Владимир Константинович (76) — советский правозащитник и диссидент[49].
- Ильин, Александр Анатольевич (67) — советский и российский материаловед, академик РАН (2008)[50].
- Коньерс, Джон (90) — американский государственный деятель, член Палаты представителей США от Мичигана (1965—2017)[51].
- Лаури, Гвидо (96) — итальянский танцор и хореограф[52].
- Линдсей, Джоанна (67) — американская писательница в жанре исторического любовного романа[53].
- Милат, Айван (74) — австралийский серийный убийца[54].
- Рубин, Владимир Ильич (95) — советский и российский композитор, народный артист Российской Федерации (1995)[55].
- Си Эньтин (73) — китайский спортсмен (настольный теннис), чемпион мира в Нагое (1971), Сараево (1973)[56].
- Фелан, Энн (75) — австралийская актриса[57].
- Фернанду, Жоржи (64) — бразильский телережиссёр, актёр[58].
- Чекман, Иван Сергеевич (83) — советский и украинский фармаколог, член-корреспондент НАНУ (1991)[59].

### 26 октября

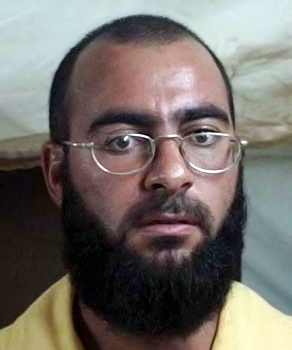
Абу Бакр аль-Багдади

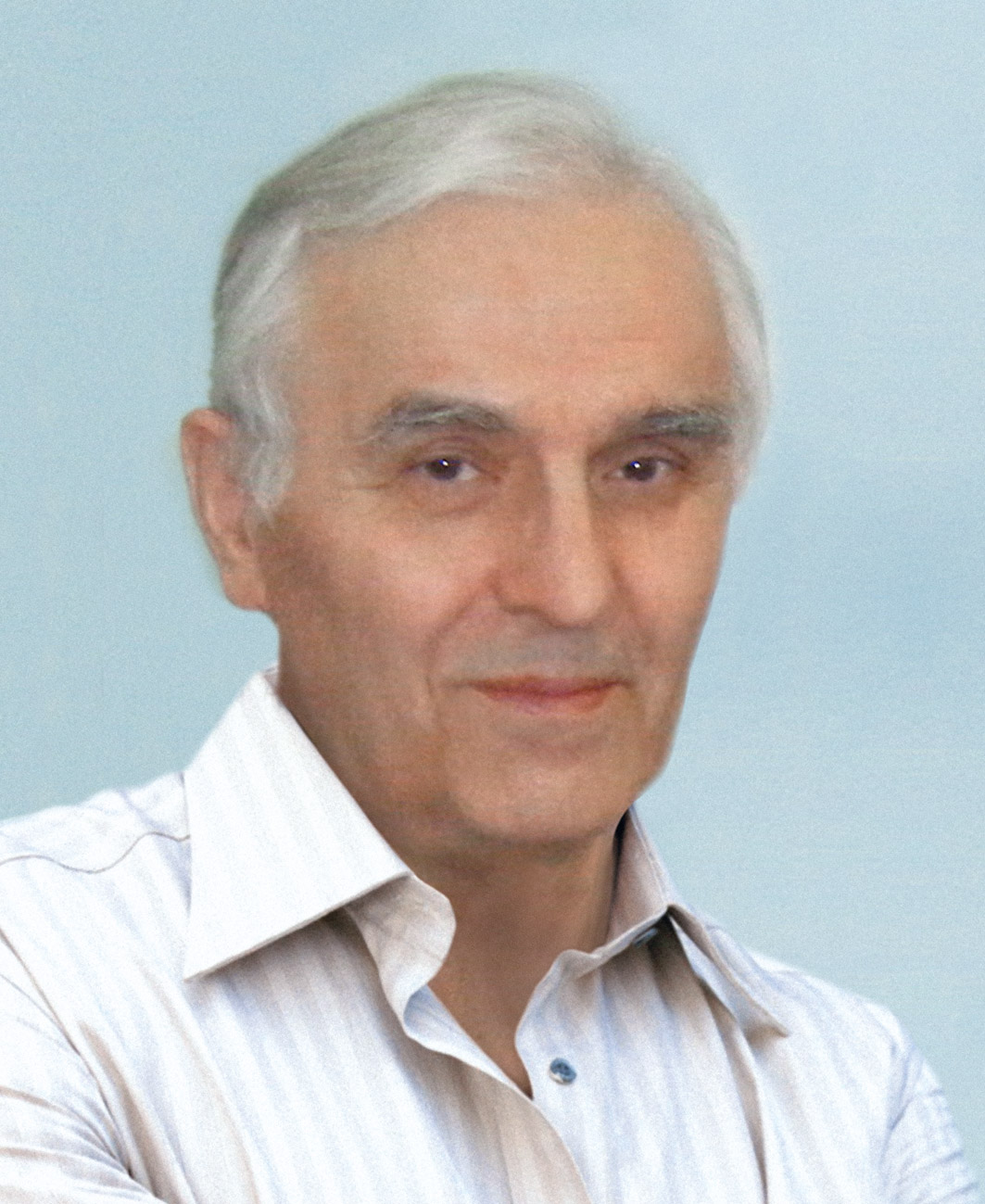
Виталий Ковалинский

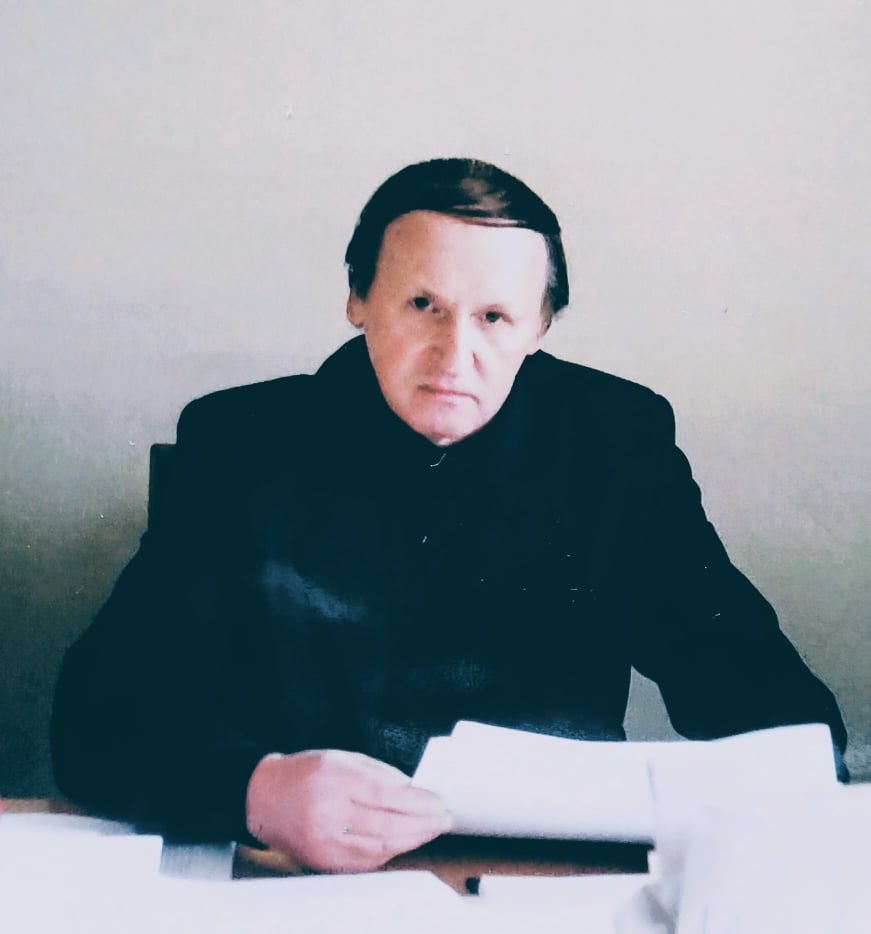
Станислав Тютюкин

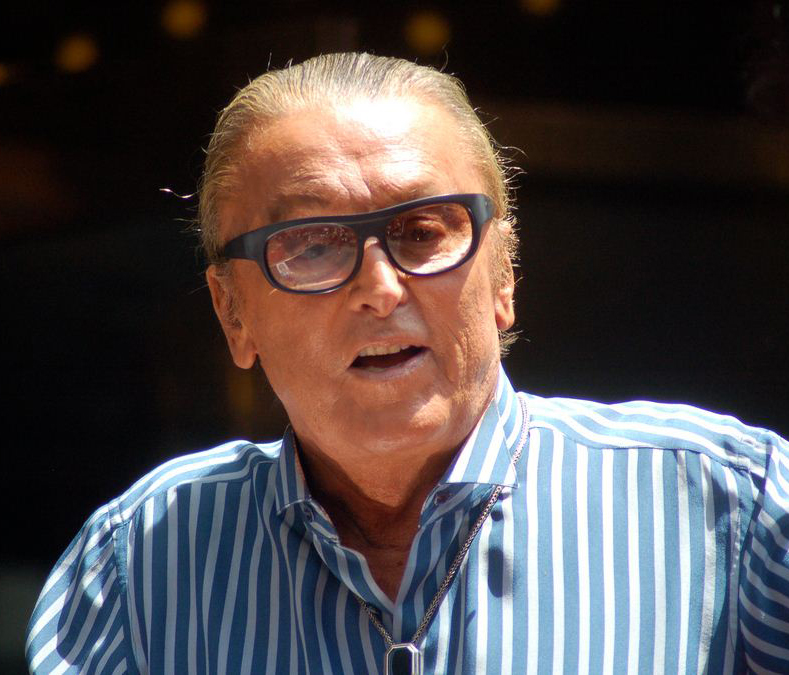
Роберт Эванс

- Абу Бакр аль-Багдади (48) — лидер международной исламистской террористической организации, позже провозглашённый «халифом» непризнанного «Исламского государства»; убит[60].
- Баррере, Пол (71) — американский певец и гитарист (Little Feat)[61].
- Басилио Сотелло, Энрикетта (Кета Басилио) (71) — мексиканская легкоатлетка, участница летних Олимпийских игр в Мехико 1968 года[62].
- Басниев, Каплан Сафербиевич (84) — советский и российский инженер по разработке нефтяных и газовых месторождений, доктор технических наук (1982), профессор (1983)[63].
- Белоглазов, Геннадий Борисович (66) — советский самбист, серебряный призёр чемпионата мира по самбо в Киеве (1983); авиакатастрофа[64].
- Бернард, Клинтон (89) — главный судья Тринидада и Тобаго[65].
- Жилкин, Виталий Евгеньевич (56) — советский футболист («Пахтакор») и российский тренер[66].
- Иманакунов, Бейшен Иманакунович (89) — киргизский химик, академик НАН Кыргызстана (1997)[67].
- Касаткин, Николай Иванович (87) — советский и российский художник[68].
- Кибилдс, Мартиньш (45) — латвийский журналист и телеведущий[69].
- Ковалинский, Виталий Васильевич (78) — советский и украинский краевед, историк Киева[70].
- Молчан, Олег Владимирович (54) — белорусский композитор, пианист, продюсер, общественный деятель[71].
- Монтанари, Сильвия (76) — аргентинская актриса[72].
- Пландер, Иван (91) — словацкий кибернетик, академик Словацкой академии наук, иностранный член РАН (1991; иностранный член АН СССР с 1988)[73].
- Полатайко, Сергей Васильевич (60) — российский философ, доктор философских наук (2007), заведующий кафедрой философии СПбАУ РАН (с 2016 года)[74].
- Пугачёва, Наталья Яковлевна (83) — солистка коллектива «Бурановские бабушки»[75].
- Робертс, Паскаль (89) — французская актриса[76][77].
- Романов, Вадим Иванович (79) — советский и российский учёный, доктор технических наук, сотрудник ИГКЭ[78].
- Тютюкин, Станислав Васильевич (84) — советский и российский историк, доктор исторических наук (1983), профессор (1999)[79].
- Эванс, Роберт (89) — американский кинопродюсер[80].

### 25 октября

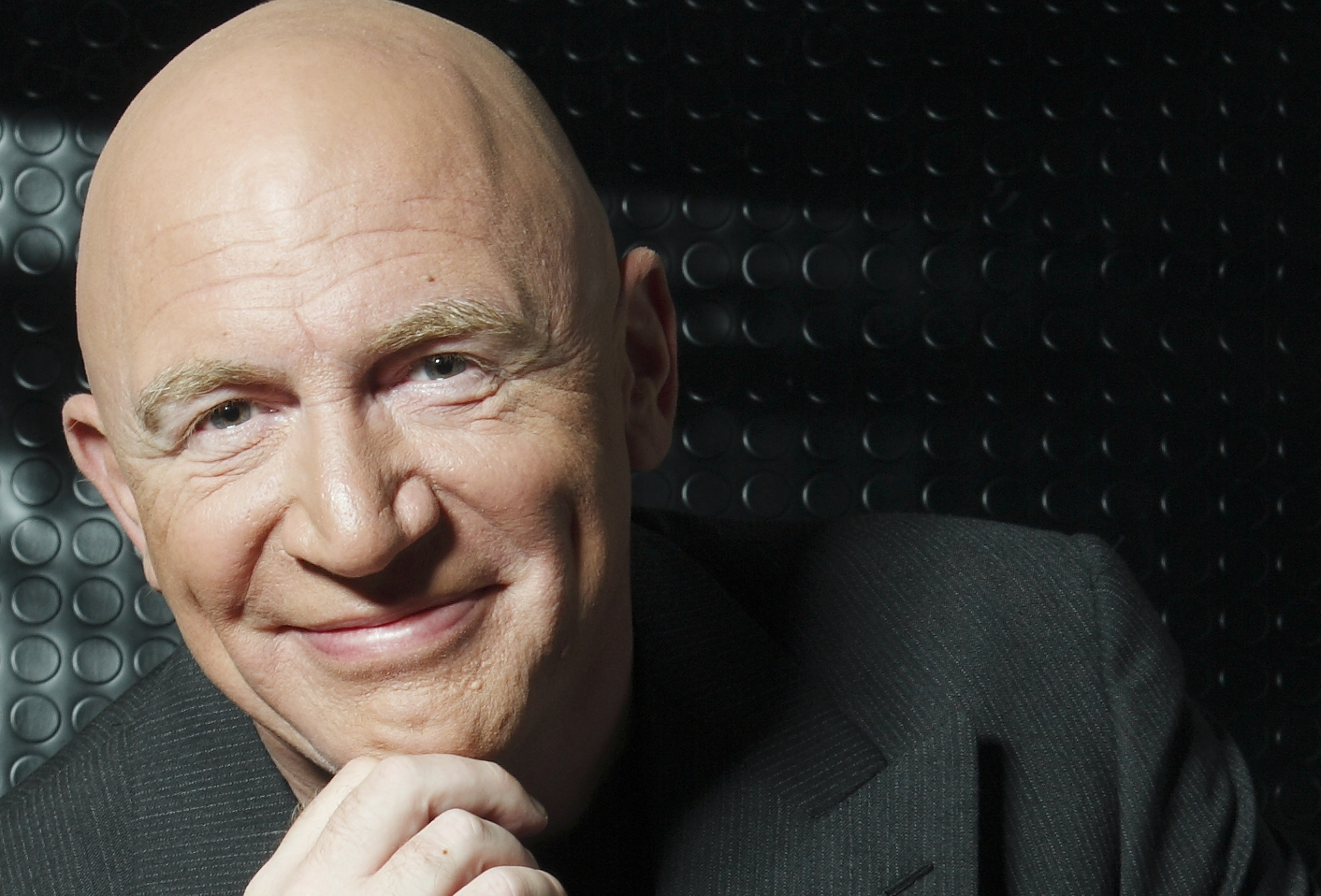
Карло Стренгер

- Анвар Конго (78) — один из лидеров эскадронов смерти в Индонезии[81].
- Бахтуридзе, Георгий Леванович (73) — советский и российский тренер по вольной борьбе, заслуженный тренер РСФСР[82].
- Бурини, Ренцо (92) — итальянский футболист и тренер, чемпион Италии (1950—1951) в составе «Милана»[83].
- Валентайн, Дональд (87) — американский бизнесмен, основатель инвестиционного фонда Sequoia Capital[84].
- Кац, Уильям (92) — американский историк[85].
- Пал, Ленард (93) — венгерский физик, иностранный член РАН (1991; иностранный член АН СССР с 1976)[86].
- Рахимкулова, Галина Фёдоровна (67) — российский литературовед, доктор филологических наук, профессор, жена А. М. Люксембурга[87].
- Сабину, Мариу (47) — бразильский дзюдоист, бронзовый призёр чемпионата мира по дзюдо в Осаке (2003)[88].
- Стренгер, Карло (61) — швейцарский и израильский психолог и философ[89].
- Филиппова-Диодорова, Карина Степановна (85) — русская поэтесса и актриса, жена художника Бориса Диодорова[90].
- Фрейседо, Сальвадор (96) — испанский уфолог[91].
- Чжоу Вэньчжун (96) — китайский и американский композитор[92]

### 24 октября
- Блумлейн, Майкл (71) — американский писатель[93].
- Дженкинс, Рэй (89) — американский журналист, лауреат Пулитцеровской премии (1955)[94].
- Малих, Карел (95) — чешский художник и скульптор[95].
- Макконки, Джеймс (98) — американский писатель[96].
- Самандаров, Фирудин Юсиф оглы (80) — советский и азербайджанский юрист, ректор Бакинского государственного университета (1992—1993)[97].
- Соуса, Патрисия де (55) — перуанская писательница[98],
- Франко, Вальтер (74) — бразильский композитор и певец[99].
- Хамидов, Обид Хамидович (93) — советский и таджикский деятель культуры, директор таджикского телевидения (1959—1964), руководитель киностудии «Таджикфильм» (1964—1971)[100].
- Чернокульский, Борис Иванович (86) — советский, российский и украинский театральный актёр, артист Севастопольского русского драмтеатра, заслуженный артист Украинской ССР[101].
- Ятигуса, Каору (88) — японская актриса[102][103].

### 23 октября

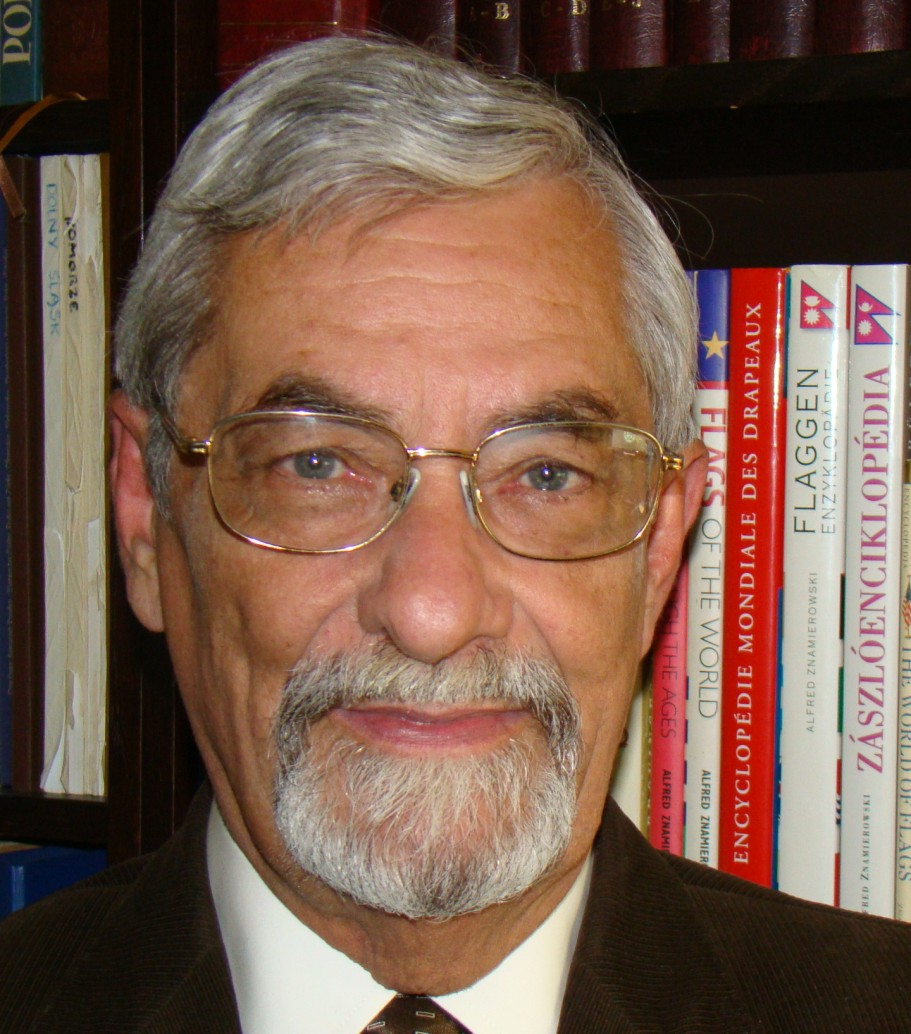
Альфред Знамеровский

- Варданян, Юрий Лазаревич (83) — советский и армянский физик, член-корреспондент НАН Армении (2010)[104].
- Грацианский, Николай Андреевич (77) — советский и российский кардиолог, доктор медицинских наук (1986), профессор[105].
- Знамеровский, Альфред (79) — польский вексиллолог, геральдист и журналист[106].
- Иванов, Андрей Владимирович (54) — советский и российский футболист[107].
- Мистакопуло, Николай Филиппович (92) — советский и российский анестезиолог и реаниматолог, доктор медицинских наук (1984), профессор (1991)[108].
- Панераи, Роландо (95) — итальянский оперный певец (баритон)[109].
- Сухарев, Валерий Дмитриевич (78) — советский и российский поэт[110].
- Титар, Константин Константинович (80) — советский и российский композитор[111].
- Фиорентини, Роберта (70) — итальянская актриса[112].
- Фризен, Хайнц (85) — нидерландский дирижёр[113].
- Холлингсворт, Джозеф (87) — американский историк и социолог[114].
- Хулиа, Сантос (79) — испанский историк и социолог[115].
- Шнеебергер, Гансхайнц (93) — швейцарский скрипач[116].

### 22 октября

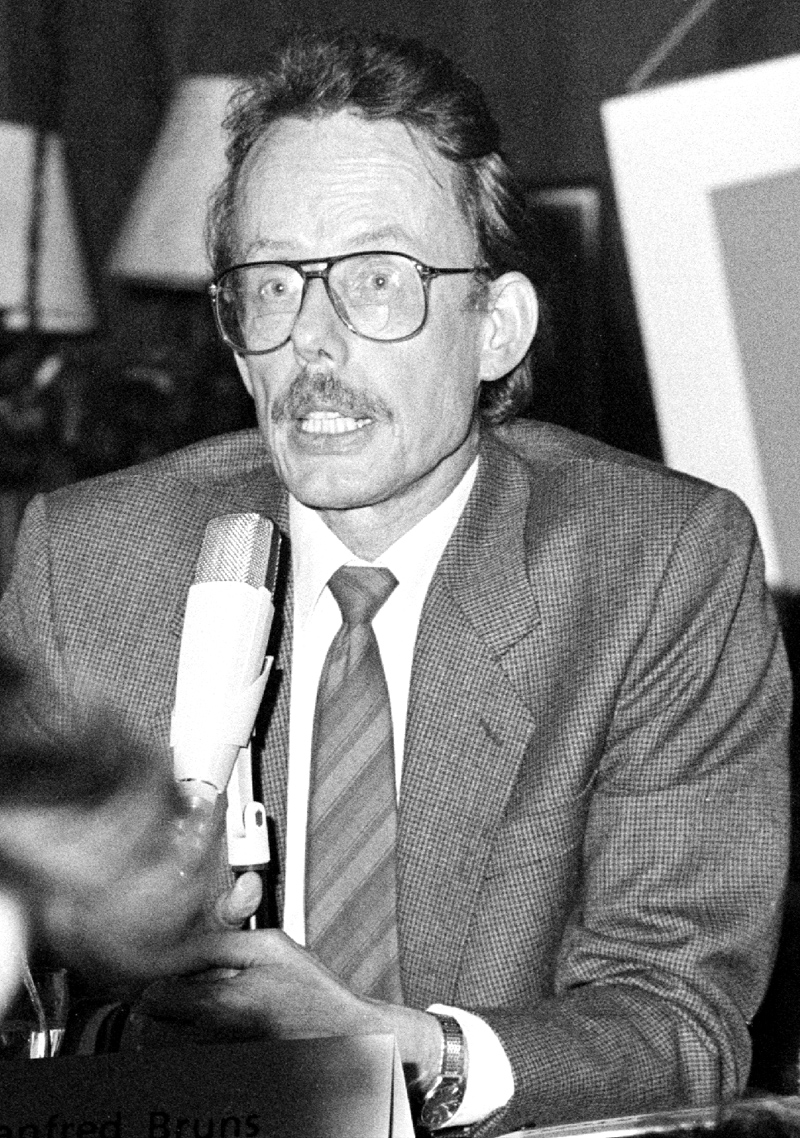
Манфред Брунс

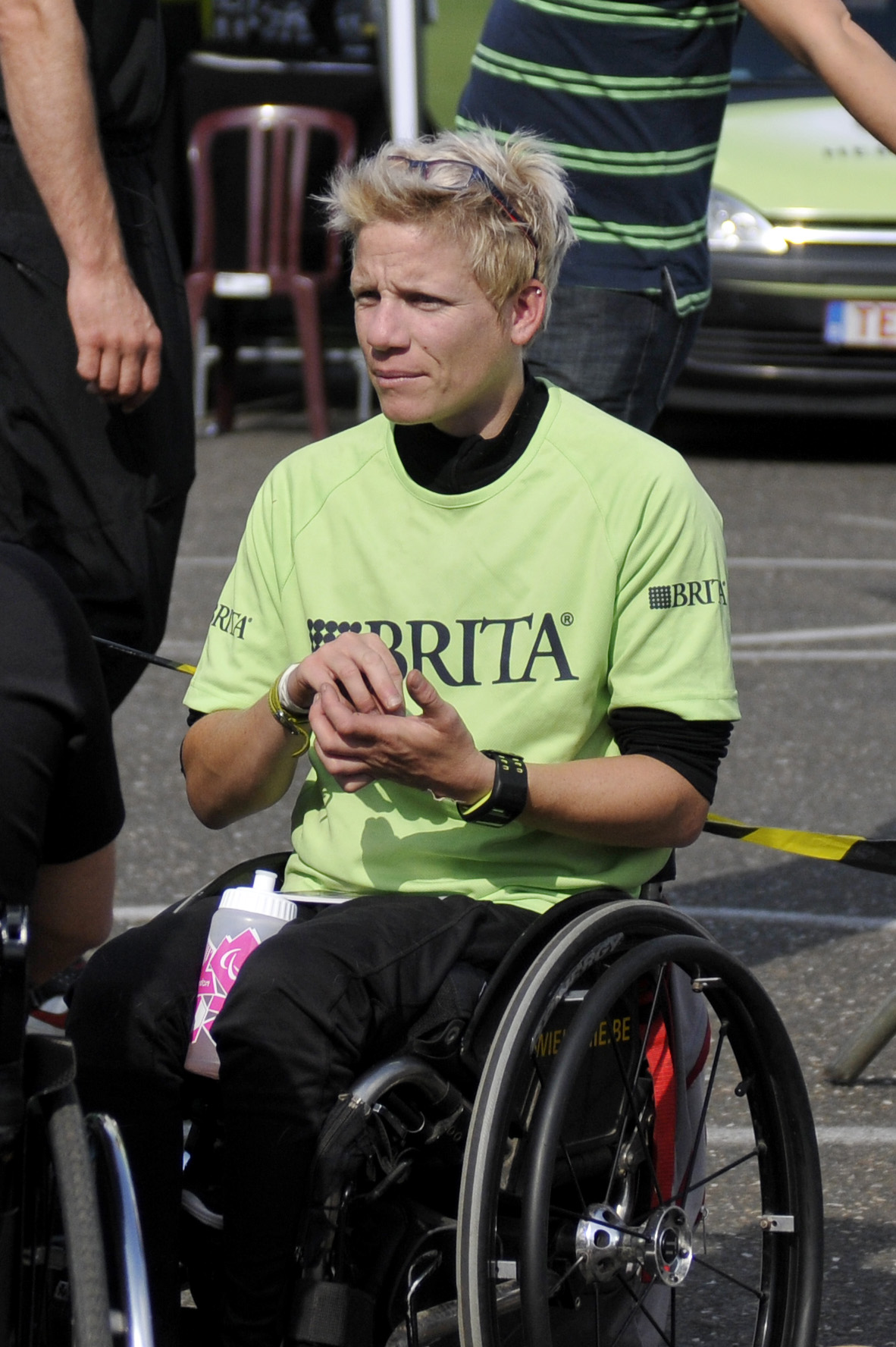
Марике Верворт

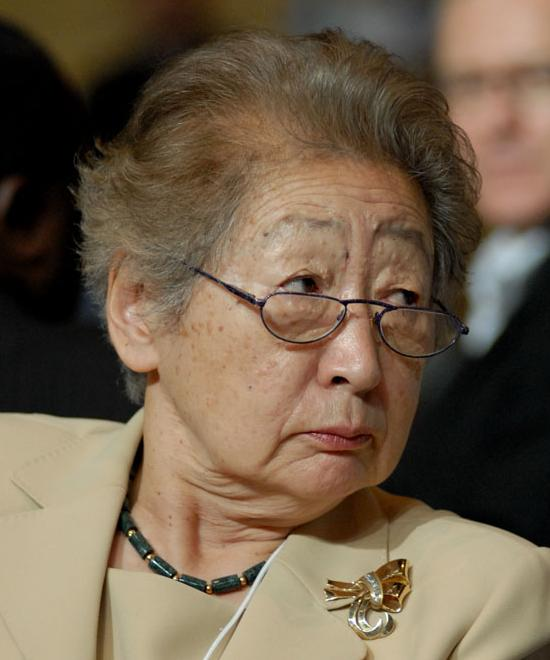
Садако Огата

- Брунс, Манфред (85) — немецкий юрист и правозащитник, федеральный прокурор Верховного суда ФРГ[117].
- Верворт, Марике (40) — бельгийская легкоатлетка, чемпионка летних Паралимпийских игр в гонках на колясках (2012); эвтаназия[118].
- Гарденирс-Берендсен, Матильда (94) — нидерландский государственный деятель, министр здравоохранения (1981—1982), министр культуры (1982—1983)[119].
- Гуружапов, Виктор Александрович (71) — российский психолог, доктор психологических наук (2002), профессор кафедры педагогической психологии МГППУ[120].
- Лауб, Оле (81) — датский писатель[121].
- Леппард, Рэймонд (92) — британский дирижёр, композитор и клавесинист[122].
- Мкртчян, Альпик Рафаелович (82) — армянский физик, академик НАН РА (1993)[123].
- Огата, Садако (92) — японский государственный деятель и дипломат, верховный комиссар ООН по делам беженцев (1990—2000)[124].
- Орчи, Лелио (82) — итальянский эндокринолог, лауреат Международной премии короля Фейсала по медицине (1986)[125].
- Оссени, Бакиру (33) — бенинский футболист, игрок национальной сборной[126].
- Саис, Мигель (70) — аргентинский государственный деятель, губернатор провинции Рио-Негро (2003—2011)[127] Архивная копия от 22 октября 2019 на Wayback Machine.
- Сапельцев, Витольд Леонтьевич (86) — советский и тувинский музыковед[128].
- Фанк, Вики (71) — американский ботаник[129].
- Фризен, Альфред Петрович (89) — советский и российский живописец, член Союза художников России[130].
- Цендер, Ганс (82) — немецкий композитор и дирижёр[131].
- Ценц, Тереза (87) — немецкая гребчиха-байдарочница, серебряный призёр Олимпийских игр в Мельбурне (1956) и Риме (1960), чемпионка мира (1954)[132].
- Цзэн Жуншэн (95) — китайский геофизик, действительный член Китайской академии наук (1980)[133].
- Черни, Эд (69) — американский звукорежиссёр и музыкальный продюсер[134].
- Шильников, Сергей Николаевич (97) — советский и российский художник, почётный член РАХ[135].
- Шкурко, Анатолий Никифорович (94) — советский и украинский живописец, народный художник Украины (2009)[136].

### 21 октября

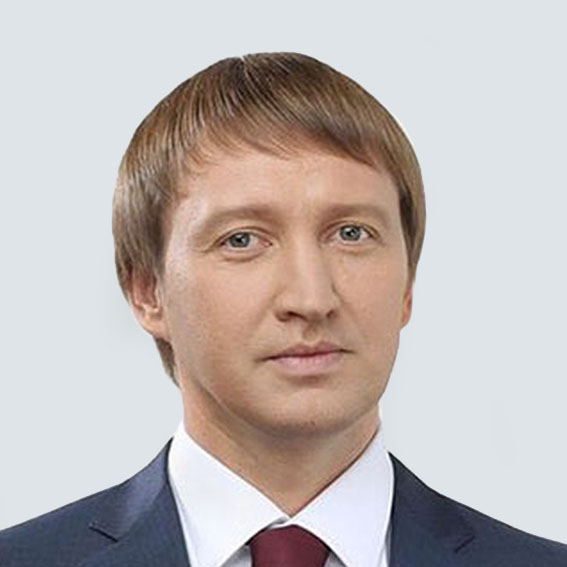
Тарас Кутовой

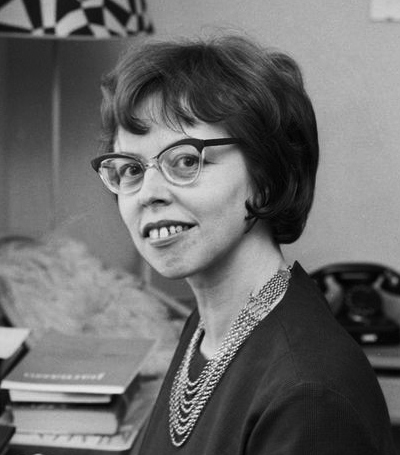
Айла Мерилуото

- Асевес Наварро, Хильберто (88) — мексиканский художник и скульптор[137] Архивная копия от 21 октября 2019 на Wayback Machine.
- Беляев, Сергей Алексеевич (83) — советский и российский историк и археолог[138].
- Гернет, Густав (114) — немецкий неверифицированный долгожитель[139].
- Кутовой, Тарас Викторович (43) — украинский государственный деятель, министр аграрной политики и продовольствия Украины (2016—2018); авиакатастрофа .
- Маурер, Инго (87) — немецкий дизайнер[140].
- Мерилуото, Айла (95) — финская поэтесса[141] Архивная копия от 22 октября 2019 на Wayback Machine.
- Но Син Ён (89) — государственный деятель Республики Корея, министр иностранных дел (1980—1982), премьер-министр (1985—1987)[142].
- Нобл, Брайан Майкл (83) — английский католический прелат, епископ Шрусбери (1995—2010)[143].
- Сараджян, Ваграм Георгиевич (70) — советский и армянский виолончелист, сын композитора Георгия Сараджева[144].
- Фогель, Джерри (82) — американский киноактёр[145].
- Элик, Джосип (98) — американский актёр[146][147].

### 20 октября

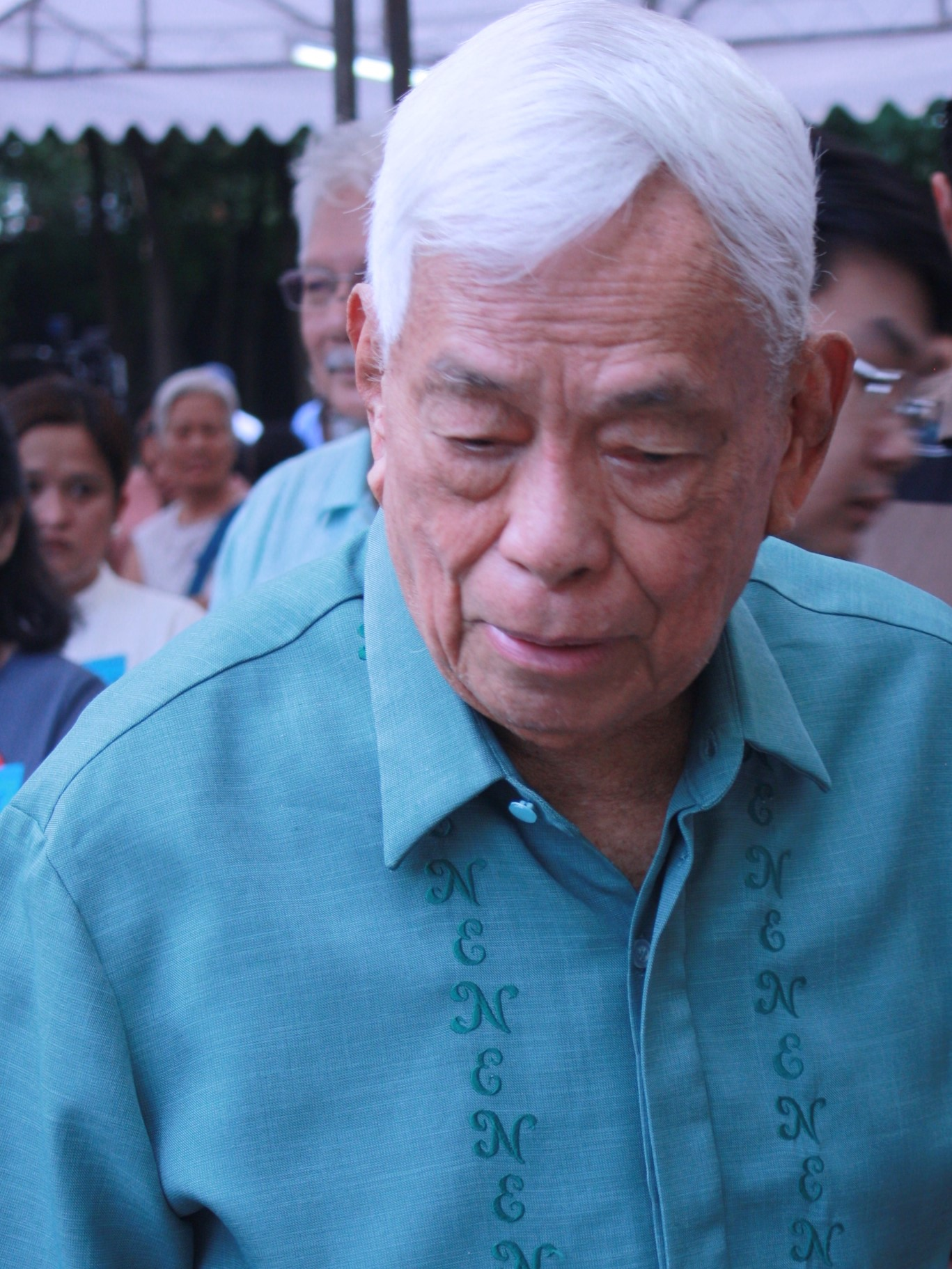
Акилино Пиментель

- Д’Алесандро III, Томас (90) — американский адвокат и политический деятель, мэр Балтимора (1967—1971)[148].
- Баталин, Александр Григорьевич (72) — советский и российский журналист и писатель[149].
- Елин, Владимир Владимирович (87) — советский и российский оперный певец, солист Пермского театра оперы и балета, заслуженный артист РСФСР (1968)[150].
- Майерс, Норман (85) — британский эколог[151].
- Орр, Дебора (57) — британская журналистка и писательница[152].
- Пиментель, Акилино (85) — филиппинский государственный деятель, президент Сената Филиппин (2000—2001)[153].
- Тошес, Ник (69) — американский журналист, писатель и поэт[154].
- Усса, Жозеф (89) — бельгийский государственный деятель, сенатор (1988—1995), мэр города Спа (1983—2018)[155].
- Элибекян, Генри Вагаршакович (83) — советский и армянский художник и скульптор, заслуженный деятель искусств Армении[156].

### 19 октября

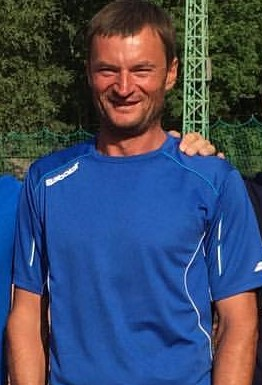
Александр Волков

- Волков, Александр Владимирович (52) — советский и российский теннисист, заслуженный мастер спорта России и заслуженный тренер России[157].
- Живностка, Людвиг Матяшевич (91) — советский и российский художник[158].
- Коваленко, Игорь Николаевич (84) — советский и украинский математик, академик НАНУ (1991; академик АН УССР с 1978)[159].
- Корнилов, Николай Васильевич (79) — российский травматолог-ортопед, член-корреспондент РАМН (1997—2014), член-корреспондент РАН (2014)[160].
- Моцак, Михаил Васильевич (69) — советский и российский военачальник, начальник штаба — первый заместитель командующего Северным флотом (1999—2001), вице-адмирал (1996), Герой Российской Федерации (1994)[161].
- Нисаев, Игорь Петрович (77) — советский и российский спортсмен и учёный, доктор технических наук, профессор, чемпион СССР по волейболу (ЦСКА) (1970)[162].
- Суарес, Карлос (73) — испанский кинооператор[163].
- Тобиш, Лотте (93) — австрийская актриса[164].
- Хинер, Сальвадор (85) — испанский социолог, президент Института изучения Каталонии (2005—2013)[165].
- Хуан Юнпин (65) — китайский и французский художник[166].
- Хурани, Юсеф (88) — ливанский писатель, археолог и историк[167].
- Эпплер, Эрхард (92) — западногерманский государственный деятель, министр экономического сотрудничества ФРГ (1968—1974)[168].

### 18 октября

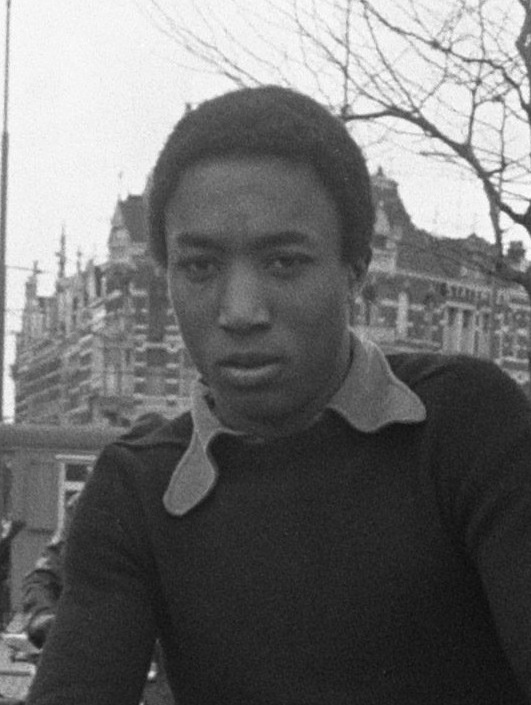
Руй Жордан

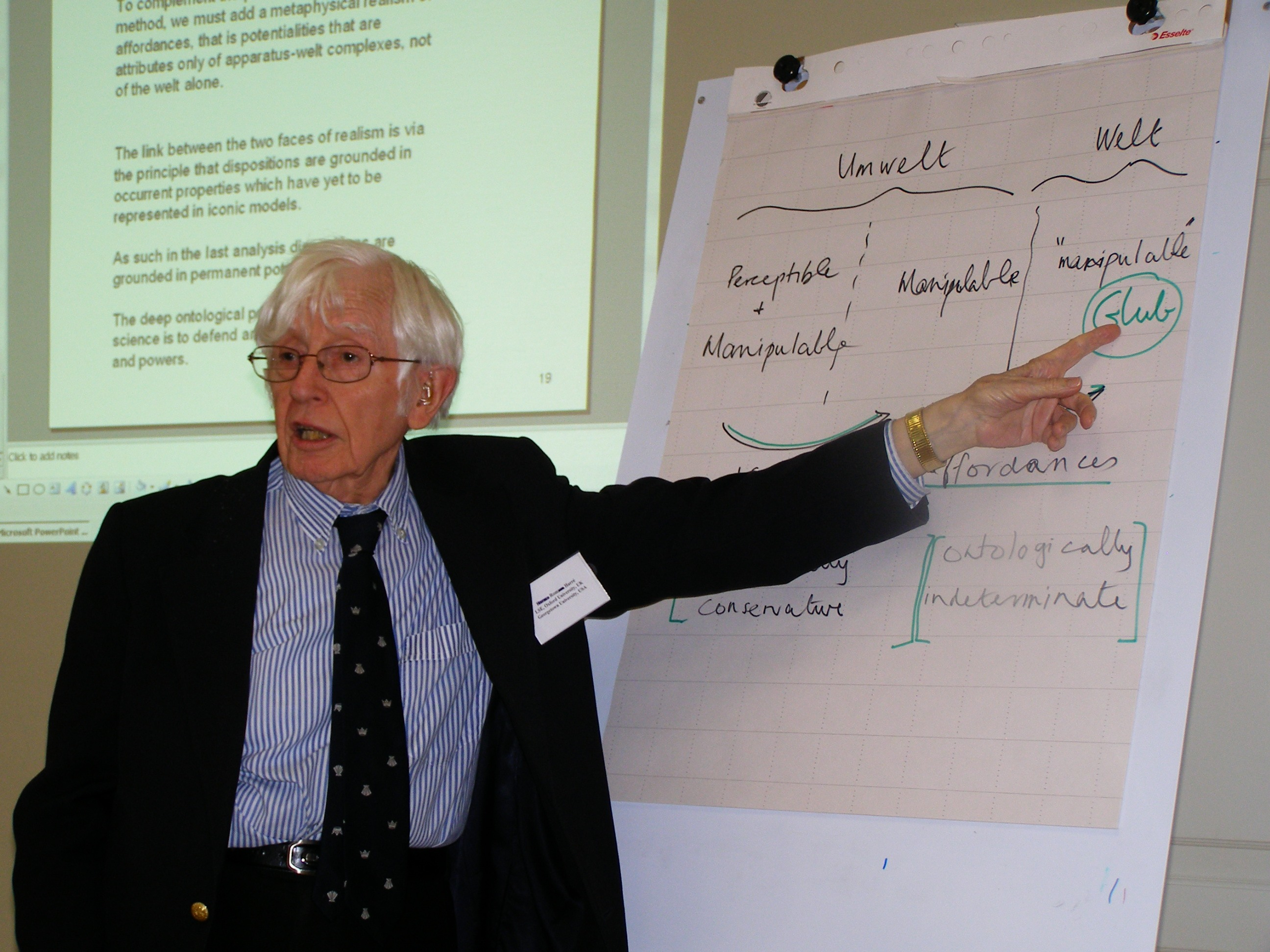
Ром Харре

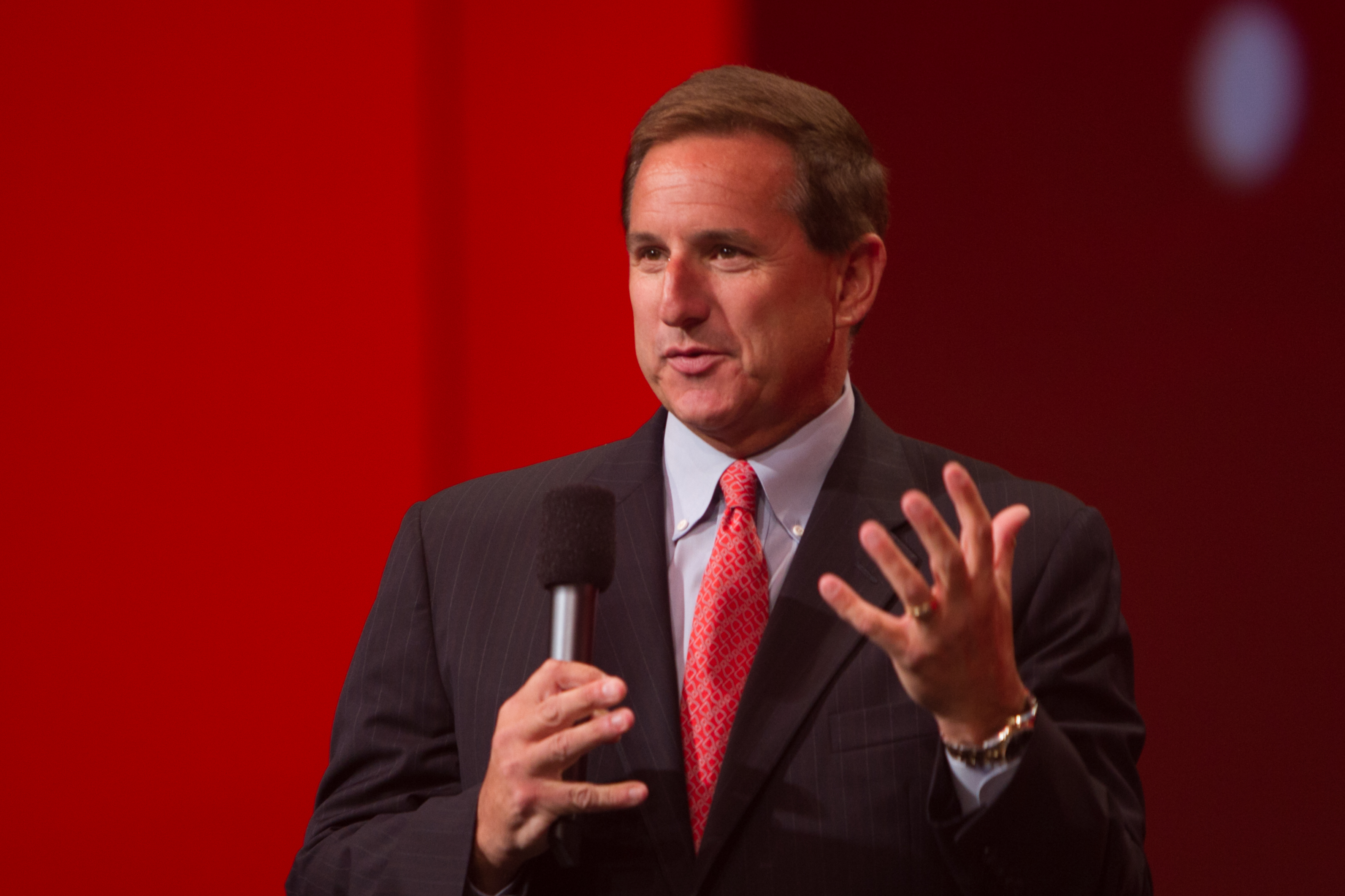
Марк Хёрд

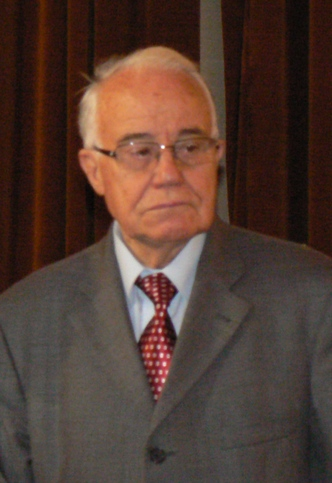
Александр Янков

- Диас, Николас (90) — чилийский кардиолог и политический деятель, сенатор (1990—1998)[169].
- Жордан, Руй (67) — португальский футболист, бронзовый призёр чемпионата Европы по футболу во Франции (1984)[170].
- Кларк, Эдвард (93) — американский художник[171].
- Милликен, Уильям (97) — американский государственный деятель, губернатор Мичигана (1969—1983)[172].
- Пакдиль, Нури (85) — турецкий писатель[173].
- Семёнов, Михаил Иннокентьевич (80) — советский и российский государственный деятель, председатель Народного Хурала Республики Бурятия (1994—2002)[174].
- Спаркс, Харви (81) — американский физиолог, иностранный член РАН (1994)[175].
- Флаксман, Майкл (73) — американский виолончелист[176].
- Харре, Ром (91) — британский философ и психолог[177].
- Хёрд, Марк (62) — содиректор (с 2014) и член совета директоров корпорации Oracle, член совета директоров, генеральный директор и президент компании Hewlett-Packard (2005—2010)[178].
- Шамгар, Меир (94) — израильский юрист и государственный деятель, председатель Верховного суда Израиля (1983—1995)[179].
- Шеймов, Виктор Иванович (73) — бывший майор КГБ СССР, бежавший в 1980 году в США[180].
- Шерлаимова, Светлана Александровна (91) — российский литературовед, доктор филологических наук (1973), сотрудник Института славяноведения РАН, жена Я. Н. Засурского[181].
- Янков, Александр (95) — болгарский юрист, судья МТМП ООН (1996—2011)[182].

### 17 октября

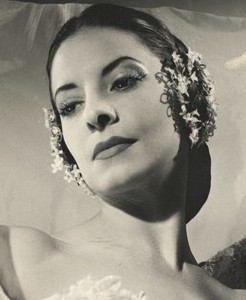
Алисия Алонсо

- Алонсо, Алисия (98) — кубинская балерина, хореограф и педагог, создательница Национального балета Кубы[183].
- Бакалов, Слав (74) — болгарский скульптор, киносценарист, аниматор и писатель[184].
- Богданов, Николай Николаевич (57) — российский психиатр и литературовед, доктор медицинских наук, профессор[185].
- Браун, Зев (90) — американский продюсер[186].
- Горпенко, Владимир Григорьевич (78) — украинский кинорежиссёр и актёр[187].
- Дроздов, Иван Владимирович (97) — советский журналист, публицист, редактор[188].
- Каммингс, Элайджа (68) — американский государственный деятель, член Палаты представителей США (с 1996 года)[189].
- Кингсли, Боб (80) — американский радиоведущий[190].
- Куртаг, Марта (92) — венгерская пианистка[191].
- Мальмквист, Йёран (95) — шведский языковед, синолог и историк литературы, член Шведской академии (1985)[192].
- Мэйси, Билл (97) — американский актёр[193][194].
- Некрашевич, Геннадий Максимович (78) — советский и российский архитектор[195].
- Паренгкуан, Август (76) — индонезийский журналист и дипломат, посол Индонезии в Италии (2012—2017)[196].
- Сантос, Рэй (90) — американский саксофонист и композитор[197].
- Шерман, Маурисиу (88) — бразильский актёр и режиссёр[198].

### 16 октября

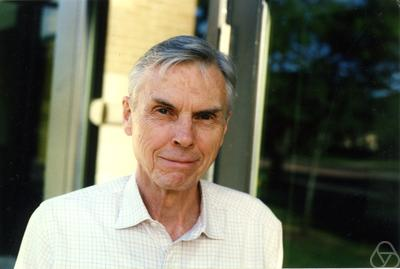
Джон Тейт

- Бриц, Виктор Иванович (79) — советский и казахстанский актёр, заслуженный артист Казахстана (1991)[199].
- Василенко, Борис Емельянович (83) — советский и украинский организатор оборонной промышленности, главный инженер ПО «Киевский радиозавод», лауреат Государственной премии СССР (1981)[200].
- Да Поццо, Вальтер (65) — итальянский актёр, драматург и киносценарист[201].
- Казарян, Александр Торгомович (75) — российский историк философии, доктор философских наук (2002), профессор[202].
- Кларк, Джон (88) — американский актёр[203].
- Мандель, Мортон (98) — американский бизнесмен и филантроп[204].
- Мулява, Владимир Савельевич (82) — украинский военный и государственный деятель, депутат Верховной рады (1994—1998)[205].
- Перес Гарсия, Анхель (62) — испанский футболист и тренер[206].
- Ромашевский, Иван Иванович (91) — советский и российский тренер по горным лыжам, чемпион СССР по альпинизму, мастер спорта СССР[207].
- Смирнов, Андрей Владиславович (62) — советский пловец, бронзовый призёр летних Олимпийских игр в Монреале (1976), заслуженный мастер спорта СССР (1976)[208].
- Струженцов, Дмитрий Иванович (95) — советский и российский журналист и писатель[209].
- Тейт, Джон Торренс (94) — американский математик, действительный член Национальной академии наук США, лауреат Абелевской премии (2010)[210].
- Фишер, Бернард (101) — американский онколог[211].
- Фломин, Йехезкель (84) — израильский политический деятель, депутат кнессета (1974—1981)[212].
- Хань Айпин (57) — китайская бадминтонистка, трёхкратная чемпионка мира (1985, 1985, 1987)[213].
- Шойб, Гарольд (88) — американский африканист[214].

### 15 октября

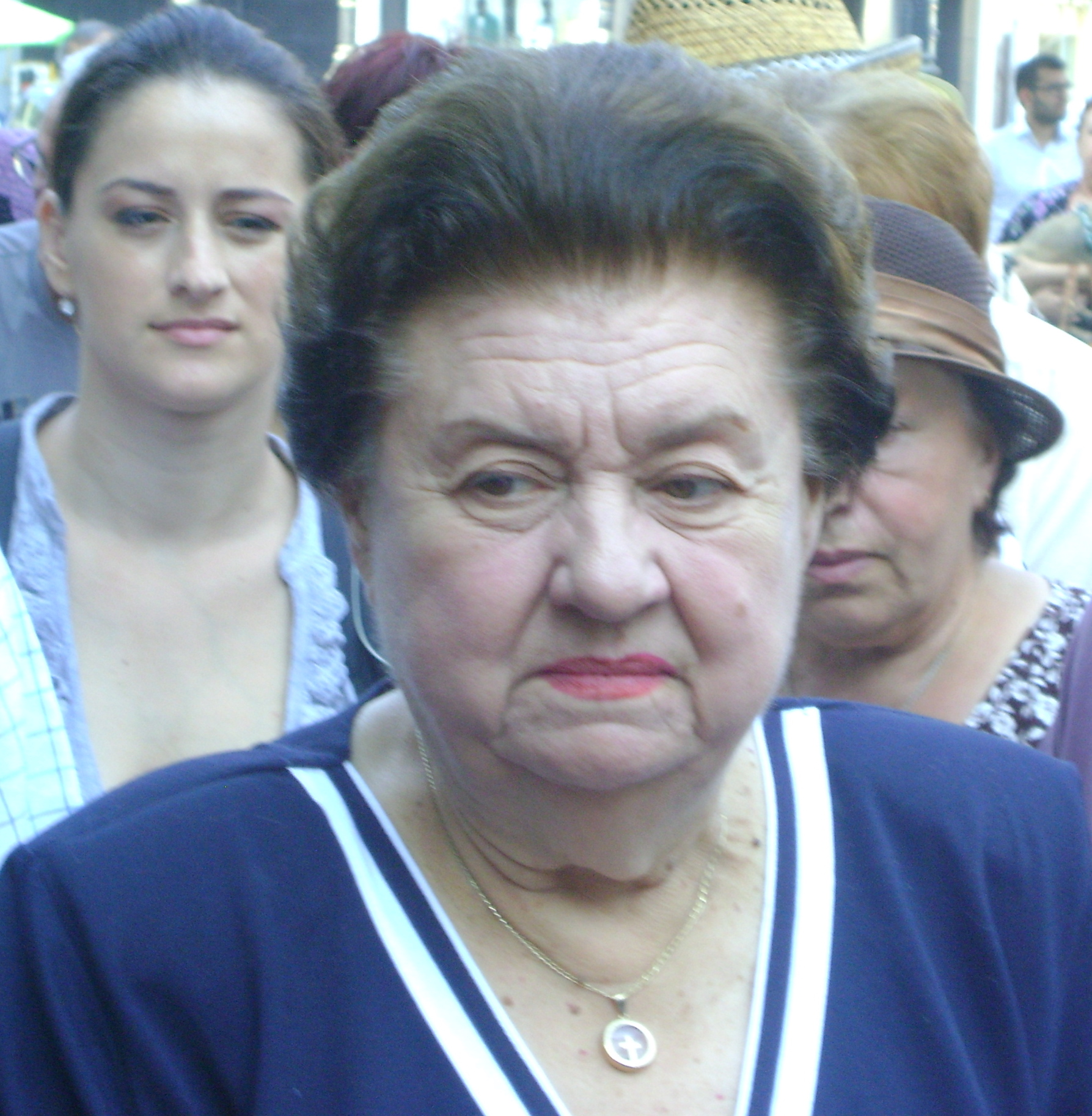
Тамара Букчучану-Ботез

- Анисимов, Сергей Иванович (84) — российский физик, член-корреспондент РАН (1991; член-корреспондент АН СССР с 1987)[215].
- Бузоев, Дзембат Тохович (89) — советский осетинский педагог, директор Терской средней школы Моздокского района (1958—2007), депутат Верховного Совета СССР 11-го созыва[216].
- Бучучану-Ботез, Тамара (90) — румынская актриса[217].
- Дехлави, Хоссейн (92) — иранский композитор[218].
- Дмитрусенко, Степан Максимович (91) — участник Великой Отечественной войны, генерал-майор в отставке[219].
- Дресслер, Роберт Льюис (92) — американский ботаник[220].
- Кантор, Иго (89) — американский продюсер[221].
- Кастанья, Качо (77) — аргентинский актёр и певец[222].
- Коуэн, Эндрю (82) — шотландский автогонщик[223].
- Сон Сун Чхон (85) — южнокорейский боксёр, серебряный призёр летних Олимпийских игр в Мельбурне (1956)[224].
- Чубыкин, Владимир Борисович (66) — советский и российский футболист[225].
- Уэмура, Бандзиро (90) — японский продюсер[226].

### 14 октября

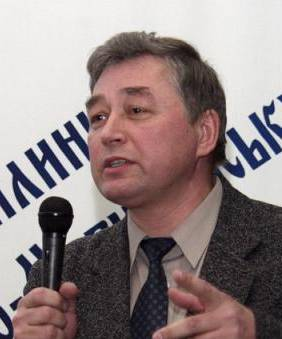
Владимир Панченко

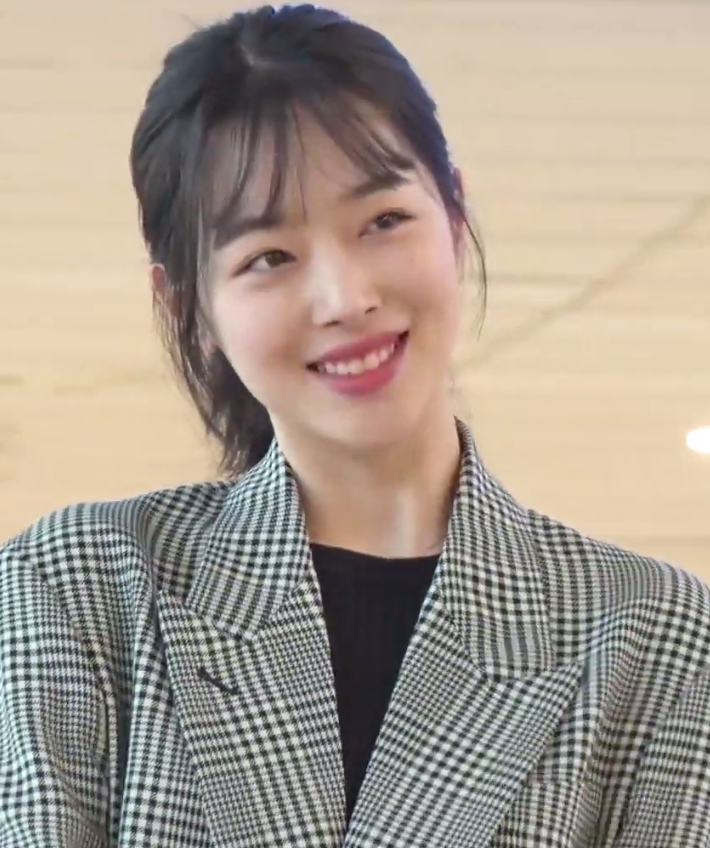
Чхве Чжин Ри

- Биссо, Патрисио (62) — аргентинский актёр[227].
- Блум, Гарольд (89) — американский историк и теоретик культуры, литературный критик и литературовед, библеист, религиовед[228].
- Булакин, Николай Генрихович (66) — российский государственный деятель, мэр Абакана (с 1995 года); ДТП[229].
- Гончаров, Владимир Николаевич (87) — советский футболист («Луч» Владивосток), мастер спорта СССР[230].
- Грант, Дэнни (73) — канадский хоккеист[231].
- Заорский, Рышард (91) — польский актёр[232].
- Заславский, Игорь Дмитриевич (86) — армянский математик, член-корреспондент НАН РА (2000)[233].
- Калешин, Игорь Викторович (67) — советский футболист, выступавший за краснодарскую «Кубань» (1979—1985)[234].
- Кэш, Стив (73) — американский певец, автор песен и писатель[235].
- Мазумдер, Барун (77) — индийский писатель и журналист[236].
- Митрофанова, Ольга Даниловна (89) — российский филолог-русист, член-корреспондент РАО (1993; член-корреспондент АПН СССР с 1990)[237][238].
- Панченко, Владимир Евгеньевич (65) — советский и украинский литературный критик и литературовед[239].
- Сполдинг, Джеффри (67) — канадский художник[240].
- Торвунд, Гуннар (71) — норвежский скульптор[241].
- Уилл, Боб (94) — американский гребец академического стиля, чемпион летних Олимпийских игр в Лондоне (1948)[242].
- Уорд, Патрик (69) — австралийский актёр[243].
- Фрей, Льюис (85) — американский государственный деятель, член Палаты представителей США (1969—1979)[244].
- Фукс, Анке (82) — государственный деятель ФРГ, депутат (1980—2002) и вице президент (1998—2002) Бундестага, министр по делам молодёжи, семьи и здоровья ФРГ (1982)[245].
- Харрис, Розмари (96) — британская детская писательница, лауреат медали Карнеги (1968)[246].
- Хижняк, Анатолий Антонович (73) — украинский анестезиолог, доктор медицинских наук, профессор кафедры медицины неотложных состояний, анестезиологии и интенсивной терапии ХНМУ[247].
- Чхве Чжин Ри (25) — южнокорейская певица, актриса и модель; самоубийство[248].
- Штоц, Карола (56) — немецкий философ[249].

### 13 октября

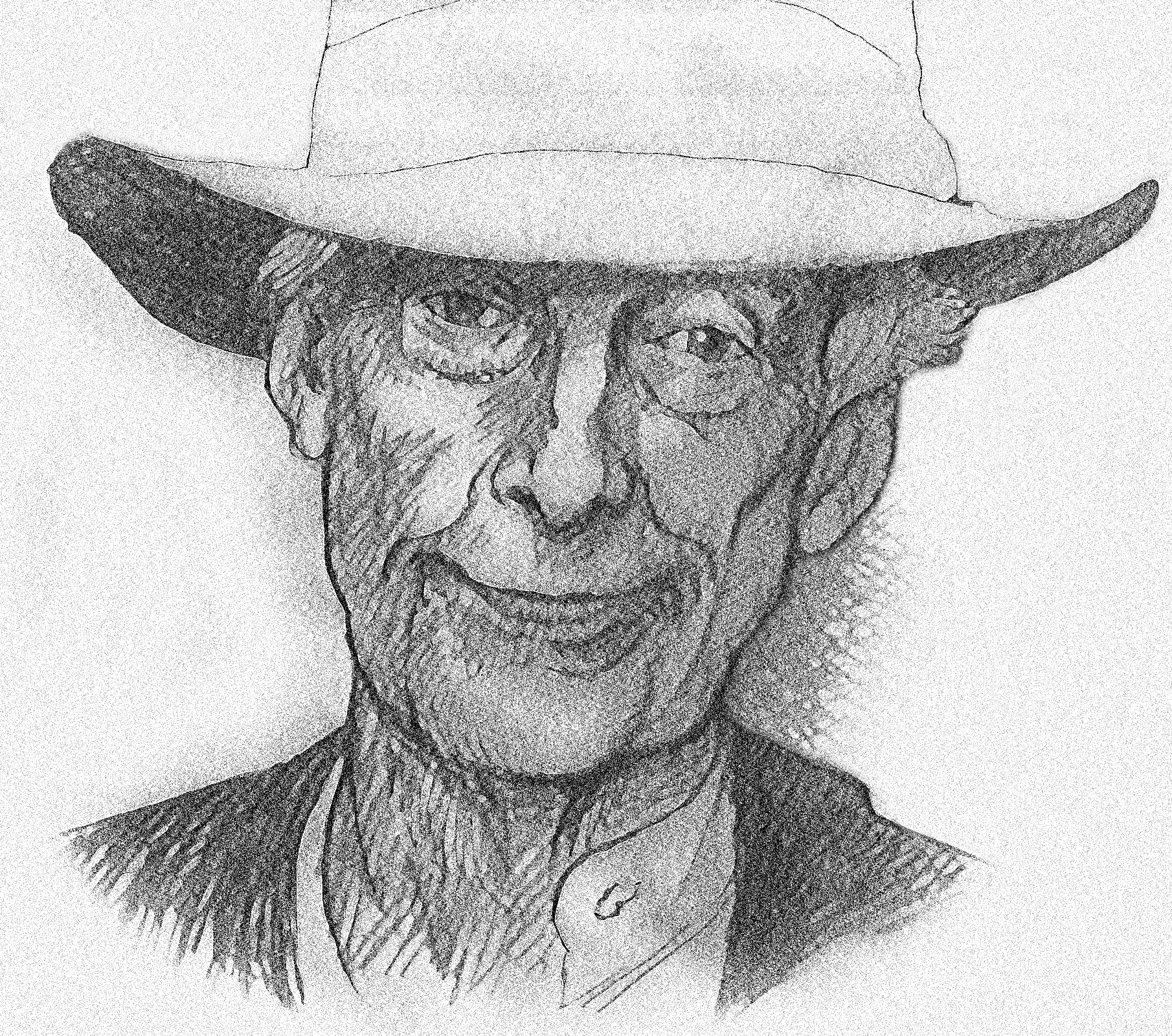
Чарльз Дженкс

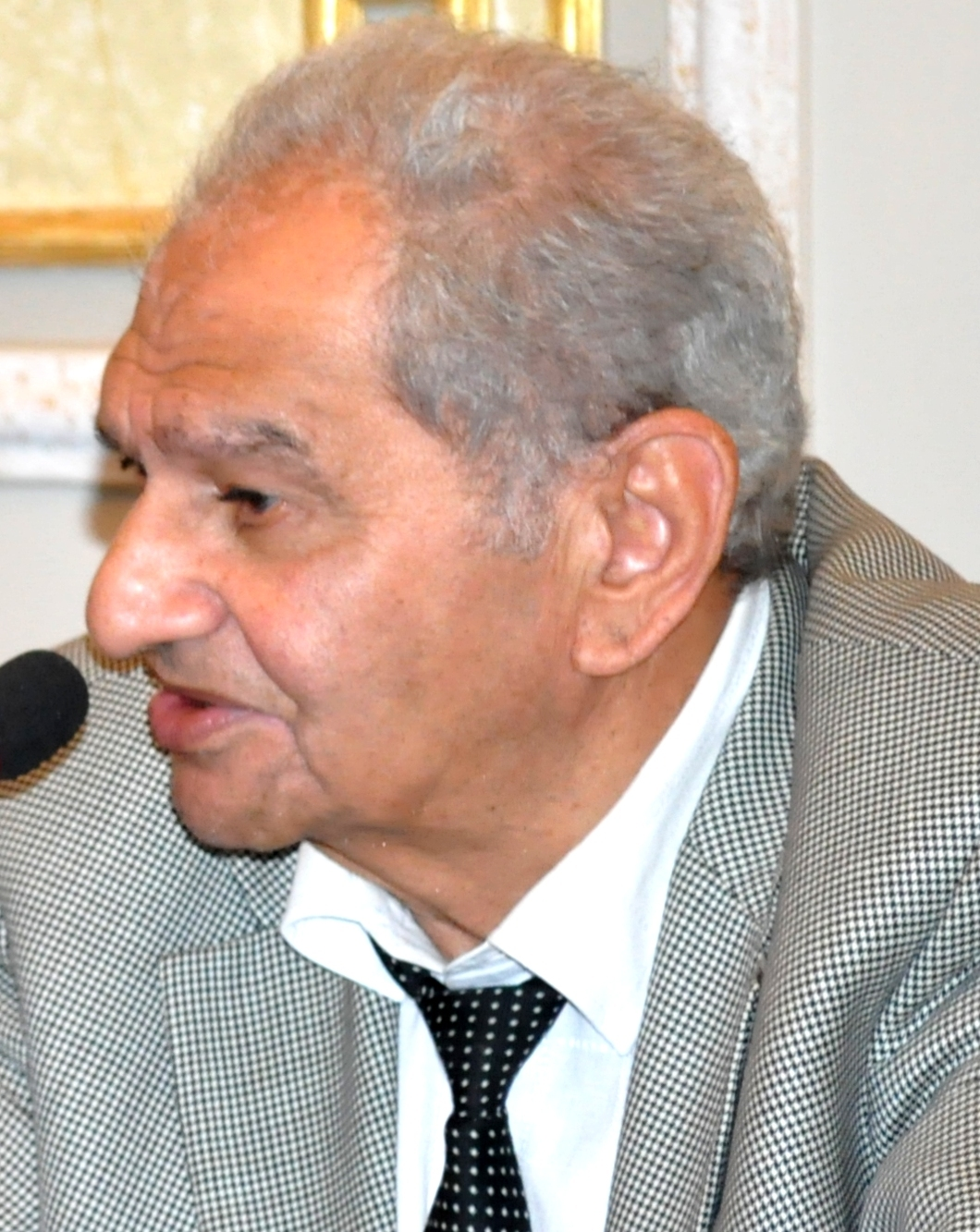
Васим Мамедалиев

- Адзума, Хидэо (69) — японский мангака[250].
- Вербей, Тео (60) — нидерландский композитор[251].
- Дженкс, Чарльз (80) — американский архитектор[252].
- Исаков, Юрий Александрович (61) — российский писатель-юморист и телевизионный сценарист[253].
- Кобахидзе, Михаил Германович (80) — грузинский советский и французский сценарист, кинорежиссёр, актёр и композитор[254].
- Кокосалаки, София (47) — британский дизайнер одежды[255].
- Луц, Ульрих (81) — швейцарский теолог, исследователь Священного Писания Нового Завета, профессор[256].
- Мамедалиев, Васим Мамедали оглы (77) — азербайджанский теолог и востоковед, академик НАНА (2007)[257].
- Мехиак, Адольфо (92) — мексиканский художник[258].
- Солдак, Юрий Максимович (82) — российский экономист, доктор экономических наук (1991), профессор кафедры государственного, муниципального и корпоративного управления РГРТУ[259].
- Фраттини, Мануэль (54) — итальянский актёр, танцор и певец[260].
- Эпельбаум, Наум Моисеевич (92) — советский, молдавский и израильский скульптор, муж скульптора Брунгильды Эпельбаум-Марченко[261].

### 12 октября

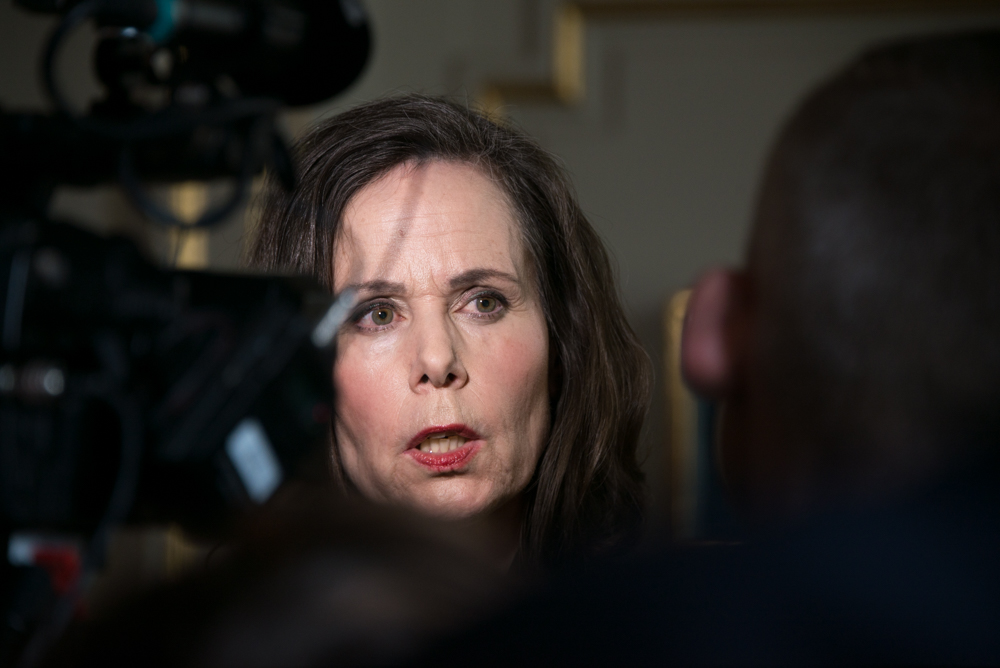
Сара Даниус

- Брейверман, Кейт (70) — американская писательница[262].
- Галли, Нанни (79) — итальянский автогонщик[263].
- Даниус, Сара (57) — шведский литературовед, член Шведской королевской академии (2013—2018)[264].
- Дин Шисунь (92) — китайский математик и политический деятель, президент Пекинского университета (1984—1989), председатель Демократической лиги Китая (1996—2005)[265].
- Ёсикава, Ёсихиса (83) — японский стрелок, бронзовый призёр летних Олимпийских игр в Риме (1960) и Токио (1964)[266].
- Иванов, Валерий Михайлович (58) — российский военачальник, начальник штаба — первый заместитель командующего ВВКО (2011—2013), генерал-лейтенант[267].
- Крокколо, Карло (92) — итальянский актёр[268].
- Левиев, Милчо (81) — болгарский композитор и пианист[269].
- Принс, Элисон (88) — британская детская писательница[270].
- Рак, Вадим Дмитриевич (88) — российский литературовед, доктор филологических наук (1990), сотрудник ИРЛИ РАН[271].
- Ржиман, Йожеф (94) — чешский молекулярный генетик, иностранный член РАН (1991; иностранный член АН СССР с 1988)[272].
- Фахрутдинова, Амина Зиевна (64) — российский философ, доктор философских наук, профессор кафедры государственного и муниципального управления СИУ РАНХиГС[273].
- Хармс, Даллас (84) — канадский кантри-певец и автор песен[274].
- Хьюз-Халлетт, Джеймс (70) — британский бизнесмен, председатель Swire Group (2005—2015)[275].

### 11 октября

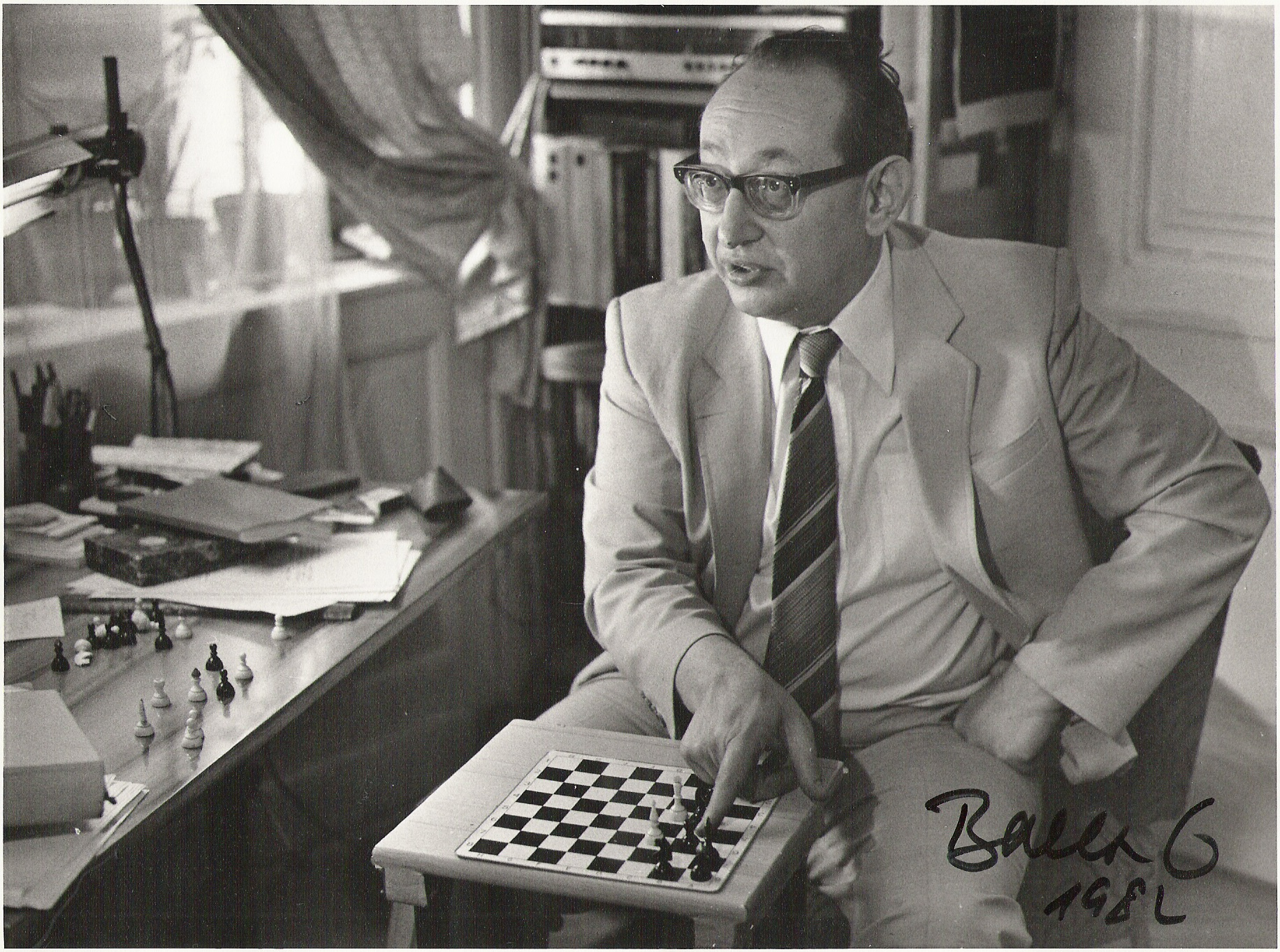
Дьёрдь Бакчи

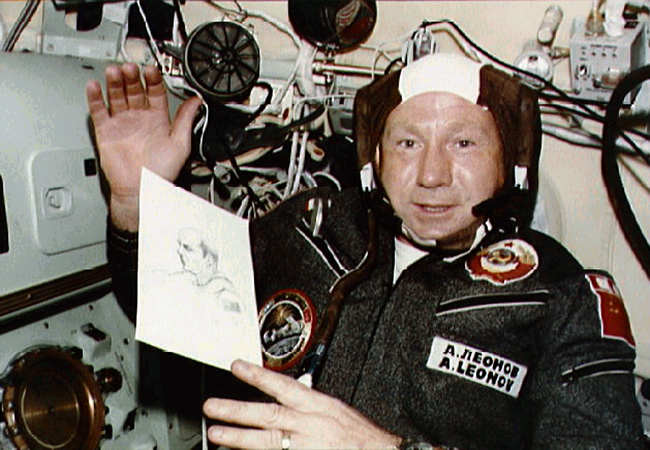
Алексей Леонов

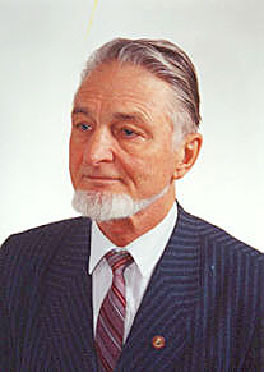
Владимир Орлов

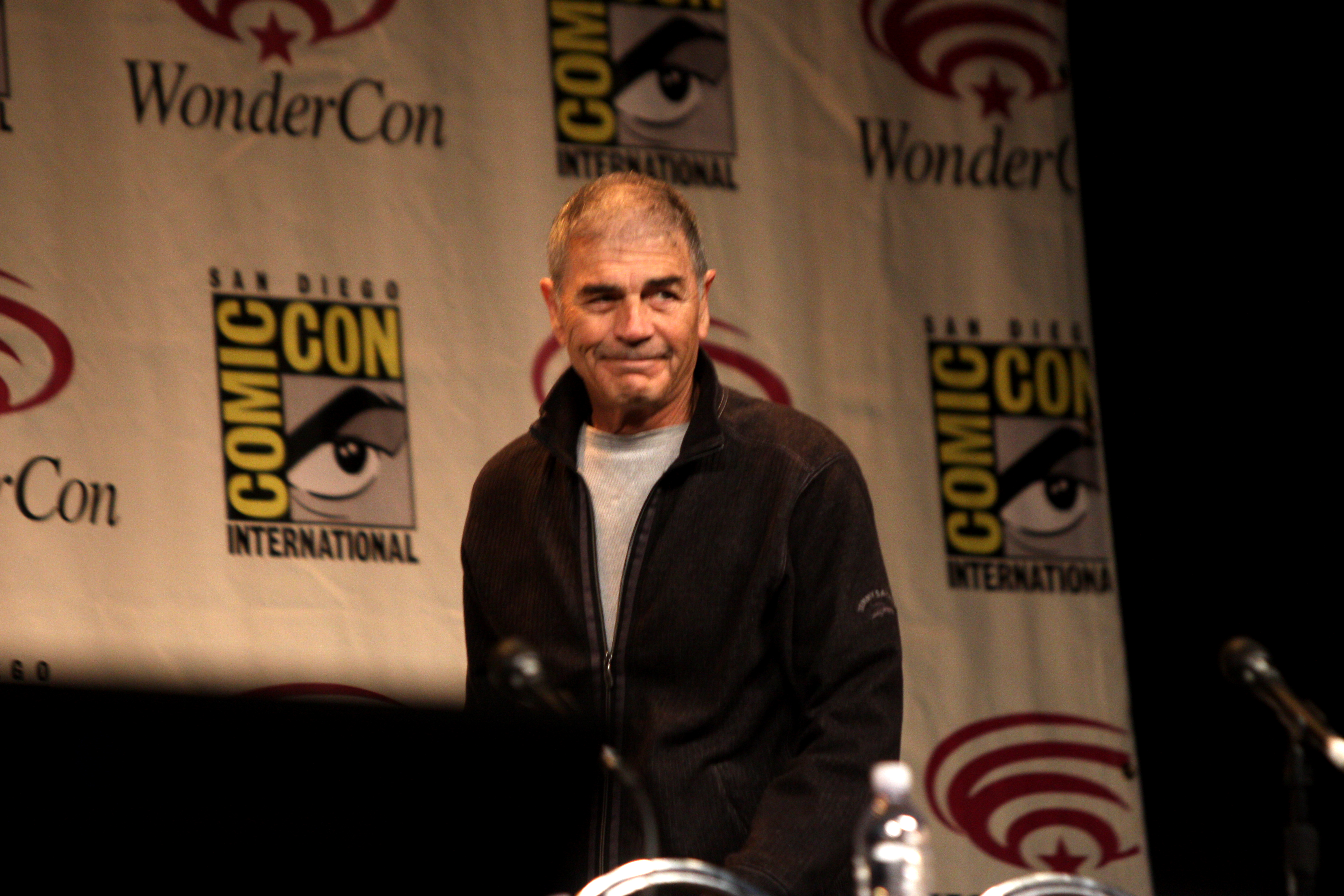
Роберт Форстер

- Бакчи, Дьёрдь (86) — венгерский литературовед и шахматный композитор[276].
- Береснева, Лидия Васильевна (91) — советский передовик промышленного производства, Герой Социалистического Труда (1976)[277].
- Бобрик, Сэм (87) — американский сценарист[278].
- Богданов, Владимир Владимирович (82) — российский фотограф[279].
- Винценти, Уолтер (102) — американский инженер, обладатель медали Дэниела Гуггенхайма (2016)[280].
- Джорно, Джон (82) — американский поэт[281].
- Дисавенко, Александр Гаврилович (66) — российский художник[282].
- Дудко, Сергей Викторович (71) — советский и российский художник и путешественник, заслуженный художник России[283].
- Кадри Гопалнатх (69) — индийский саксофонист[284].
- Леонов, Алексей Архипович (85) — советский космонавт, лётчик-космонавт СССР (1965), дважды Герой Советского Союза (1965, 1975)[285].
- Миндлин, Александр Борисович (90) — советский инженер, российский автор книг и статей по истории российских евреев[286].
- Мотт, Майкл (88) — американский писатель и поэт[287].
- Нигматуллина, Рада Хусаиновна (88) — советский и российский татарский скульптор, заслуженный художник России (2008)[288].
- Орлов, Владимир Вячеславович (87) — советский и российский философ, доктор философских наук (1965), заслуженный профессор ПГНИУ (2009), заслуженный деятель науки Российской Федерации (1995)[289].
- Орозова, Умтул Шейшеевна (79) — советский и киргизский режиссёр и общественный деятель, народный депутат СССР, член Верховного Совета СССР[290].
- Пасупулети Пурначандра Рао (71) — индийский драматург, поэт, писатель и кинокритик[291].
- Рам Мохан (88) — индийский мультипликатор[292].
- Спаллетти, Этторе (79) — итальянский художник[293].
- Форстер, Роберт (78) — американский актёр[294].

### 10 октября

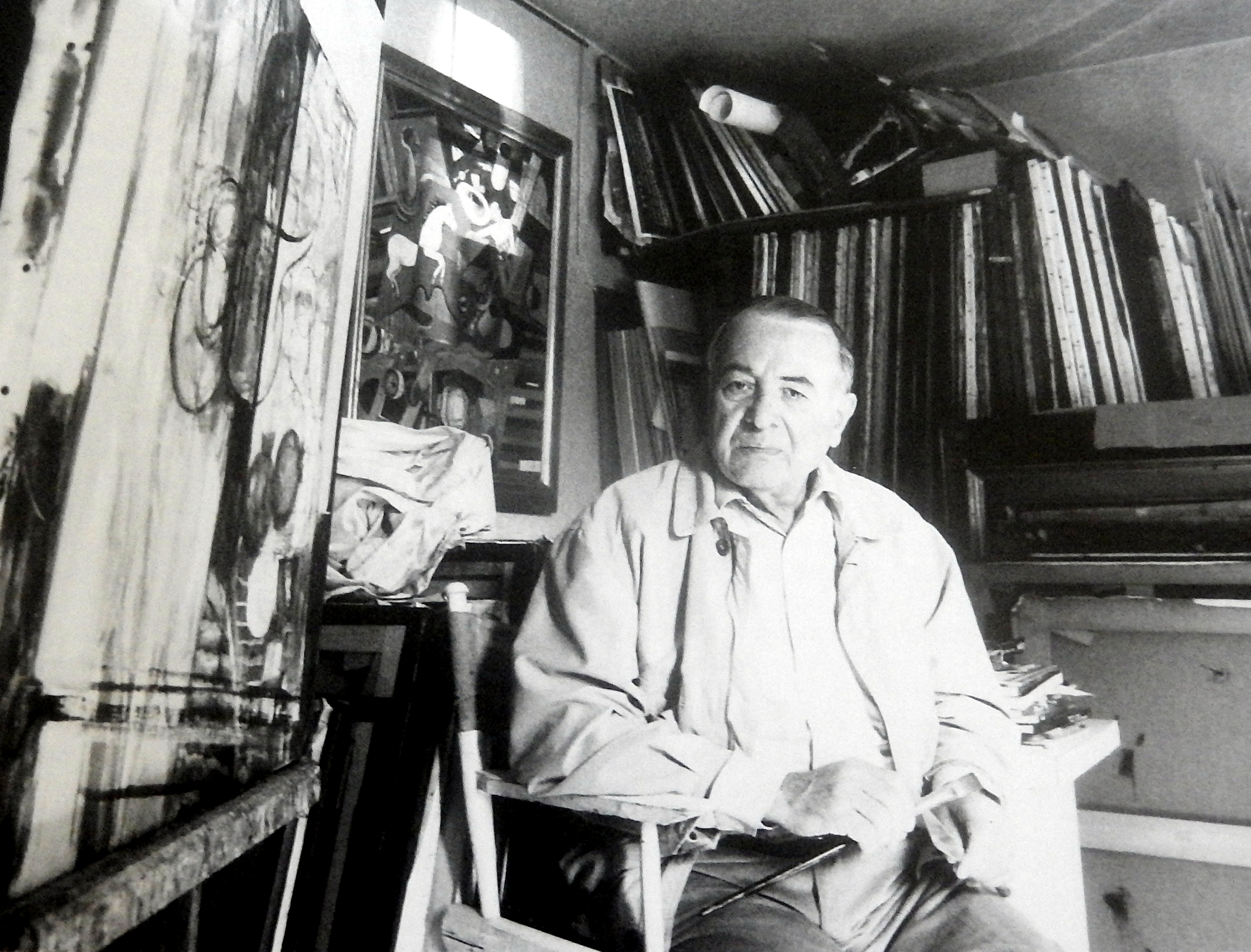
Ришар Жеранян

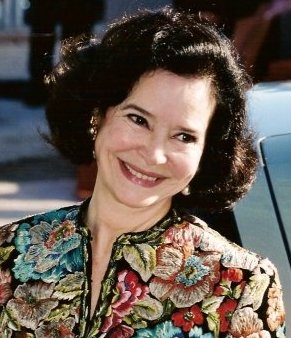
Мари Жозе Нат

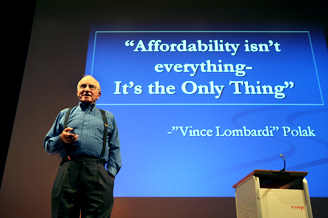
Пол Полак

- Бесари, Тринидад Моргадес (88) — писательница из Экваториальной Гвинеи[295].
- Докич, Александр (86) — югославский и сербский оперный певец (бас-баритон)[296].
- Елизов, Сергей Иванович (65) — советский и российский актёр-кукольник, артист Амурского театра кукол, заслуженный артист Российской Федерации (1999)[297].
- Жеранян, Ришар (98) — французский художник и литограф[298].
- Каплан, Джульетт (80) — британская актриса[299].
- Люк, Томас (76) — немецкий актёр и певец[300].
- Камель, Тарик (57) — египетский инженер и государственный деятель, Министр связи и информационных технологий Египта (2004—2011)[301] Архивная копия от 17 октября 2019 на Wayback Machine.
- Каратаева, Надежда Юрьевна (95) — советская и российская актриса театра и кино, заслуженная артистка РСФСР (1981), вдова Анатолия Папанова[302].
- Нат, Мари Жозе (79) — французская актриса театра, кино и телевидения[303].
- Полак, Пол (86) — канадско-американский психиатр, общественный деятель, социальный предприниматель[304].
- Робертсон, Гордон (93) — канадский хоккеист, чемпион зимних Олимпийских игр в Осло (1952)[305].
- Томашевская, Мария Николаевна (66) — российская литературная переводчица[306].

### 9 октября

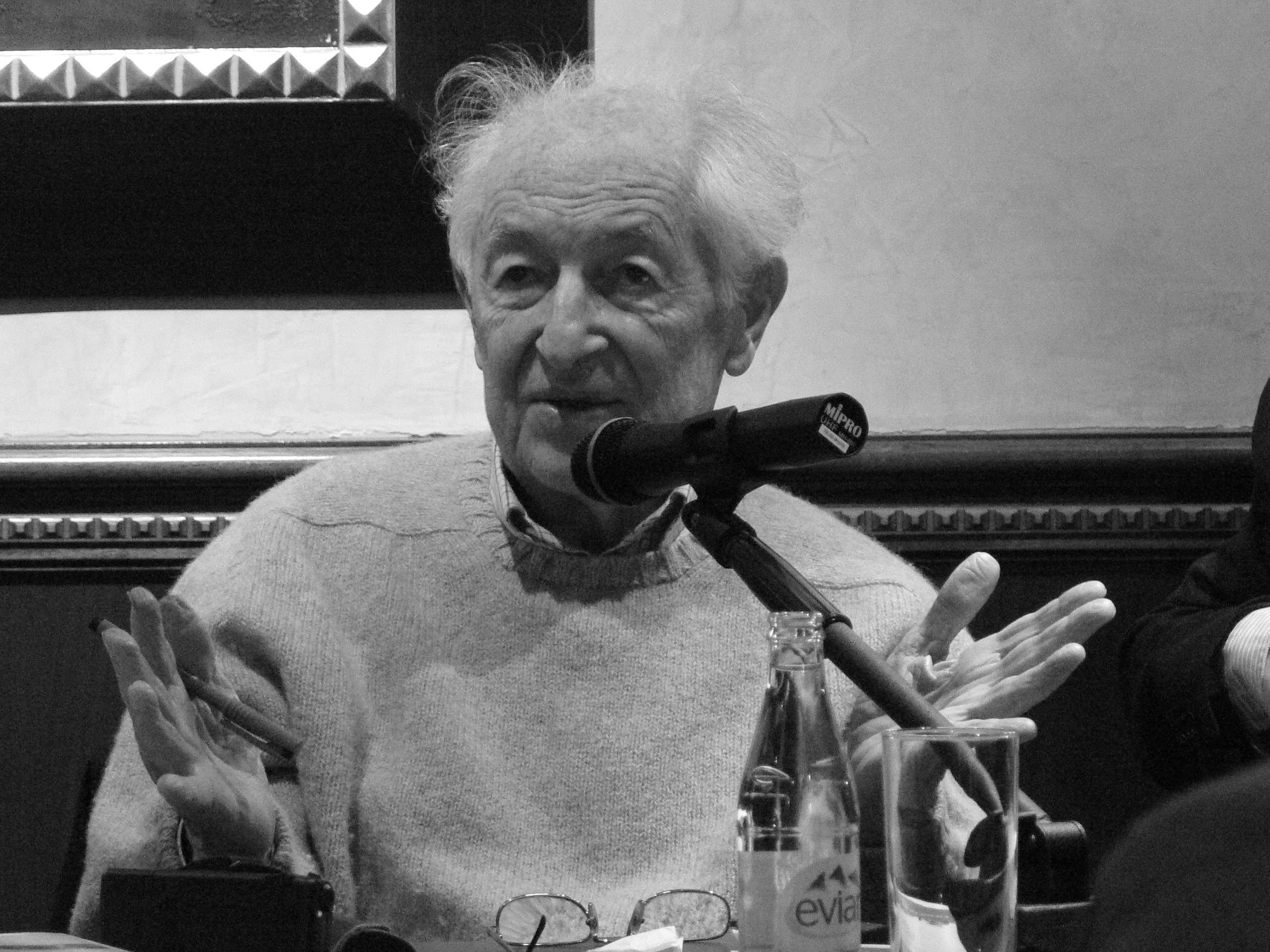
Лоран Гаспар

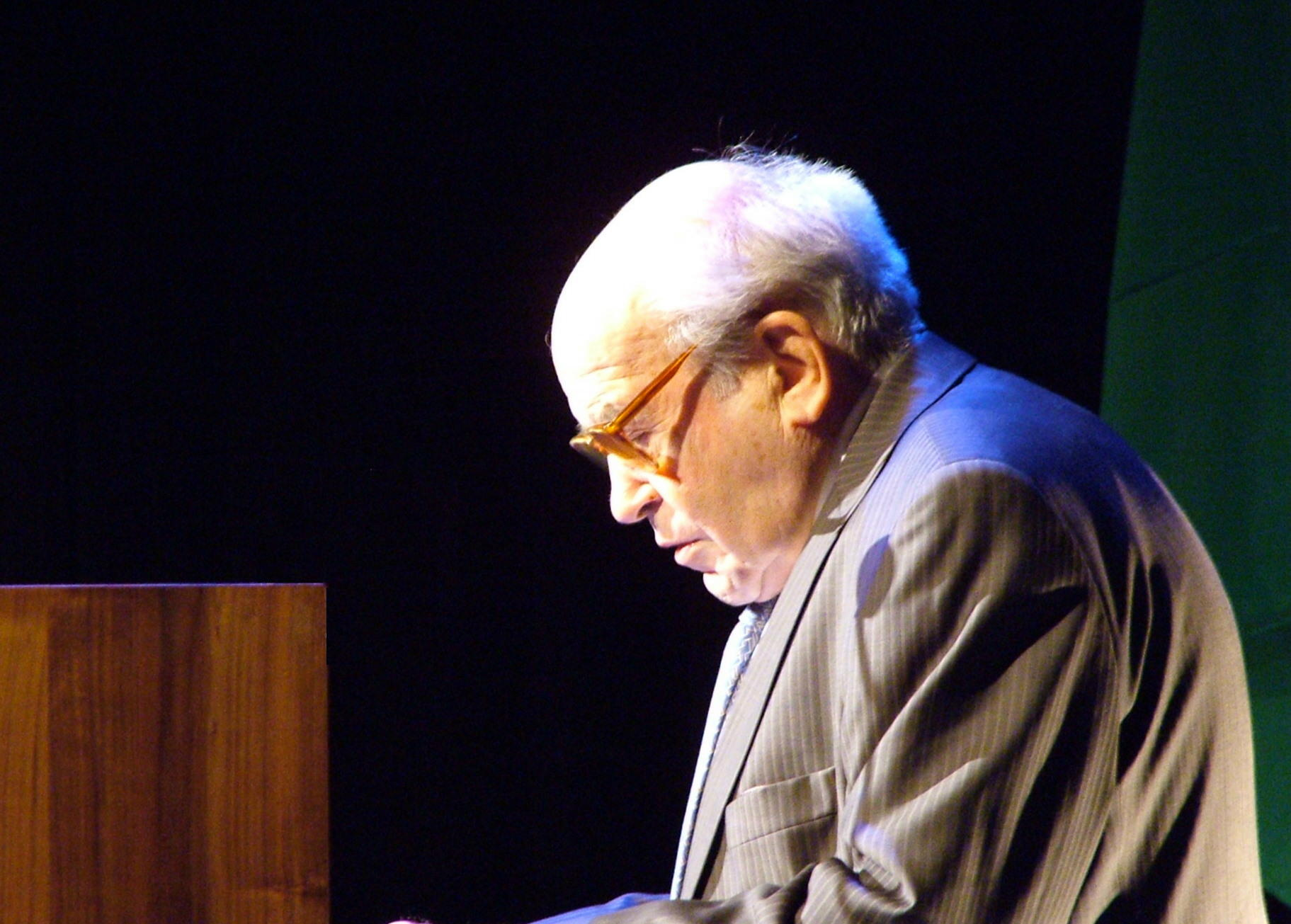
Луи Кристоф Залески-Заменгоф

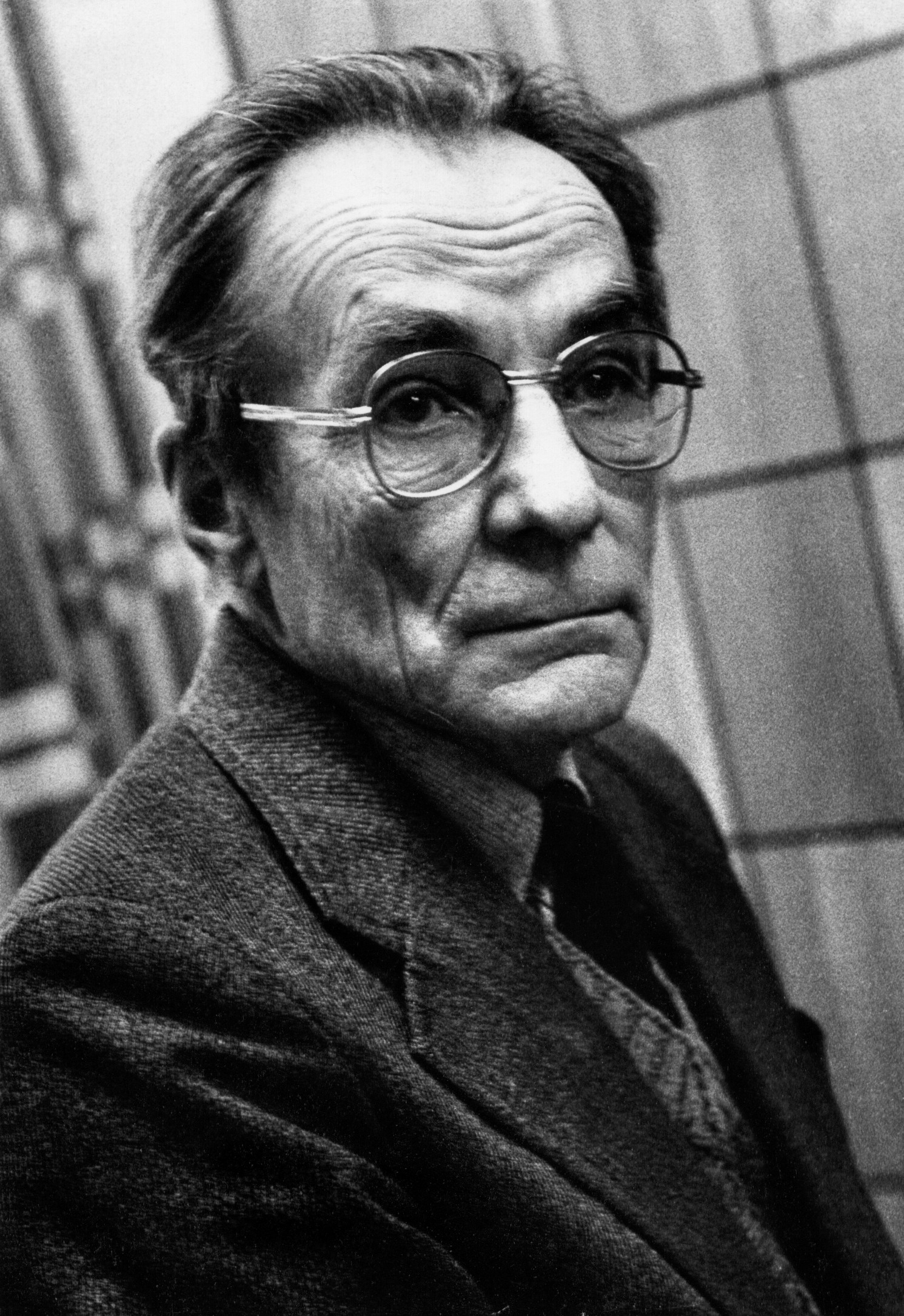
Роберт Лейнонен

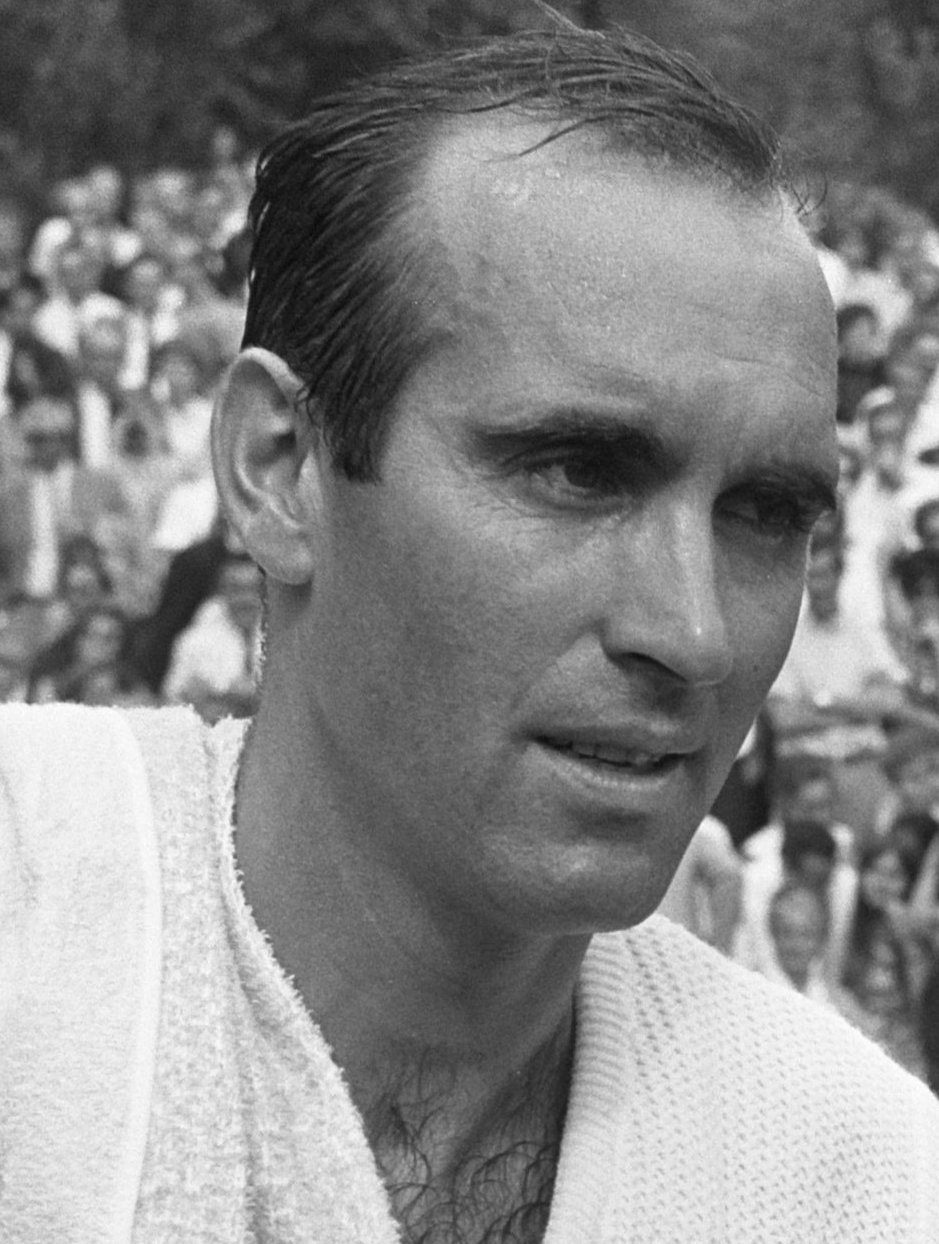
Андрес Химено

- Аски, Ричард (86) — американский математик[307] Архивная копия от 12 октября 2019 на Wayback Machine.
- Бак, Доротея (102) — немецкая писательница и скульптор[308].
- Барчук, Алексей Степанович (83) — российский хирург-онколог, доктор медицинских наук (1979), профессор, заслуженный врач Российской Федерации[309].
- Гаспар, Лоран (94) — венгерский и французский врач и поэт[310] Архивная копия от 14 октября 2019 на Wayback Machine.
- Залески-Заменгоф, Луи-Кристоф (94) — французский инженер-строитель, внук Л. Л. Заменгофа[311].
- Корсо, Джон (89) — американский художник-постановщик[312].
- Куправа, Арвелод Эрастович (94) — советский и абхазский историк, лауреат Государственной премии Абхазии[313].
- Ларин, Владимир Николаевич (80) — российский геолог, доктор геолого-минералогических наук (1989)[314].
- Лейнонен, Роберт Адольфович (98) — русско-немецкий писатель[315].
- Милованович, Манойло (75) — сербский генерал[316].
- Морару, Ион (90) — молдавский писатель и диссидент[317].
- Румянцев, Владимир Дмитриевич (62) — русский художник[318].
- Сидорченко, Виктор Фёдорович (88) — советский и российский учёный в области международного морского права, доктор юридических наук (1980), почётный профессор СПбГУ (2007), заслуженный деятель науки Российской Федерации (2008)[319].
- Уайсмен, Дэвид (77) — американский продюсер[320].
- Фридман, Джилл (79) — американский фотограф[321].
- Химено, Андрес (82) — испанский теннисист, победитель Открытого чемпионата Франции в одиночном разряде (1972)[322].
- Шарма, Сатнарин (76) — Главный судья Тринидада и Тобаго (2002—2008)[323].
- Шишко, Ян (75) — польский государственный деятель, министр окружающей среды (1997—1999, 2005—2007, 2015—2018)[324].

### 8 октября

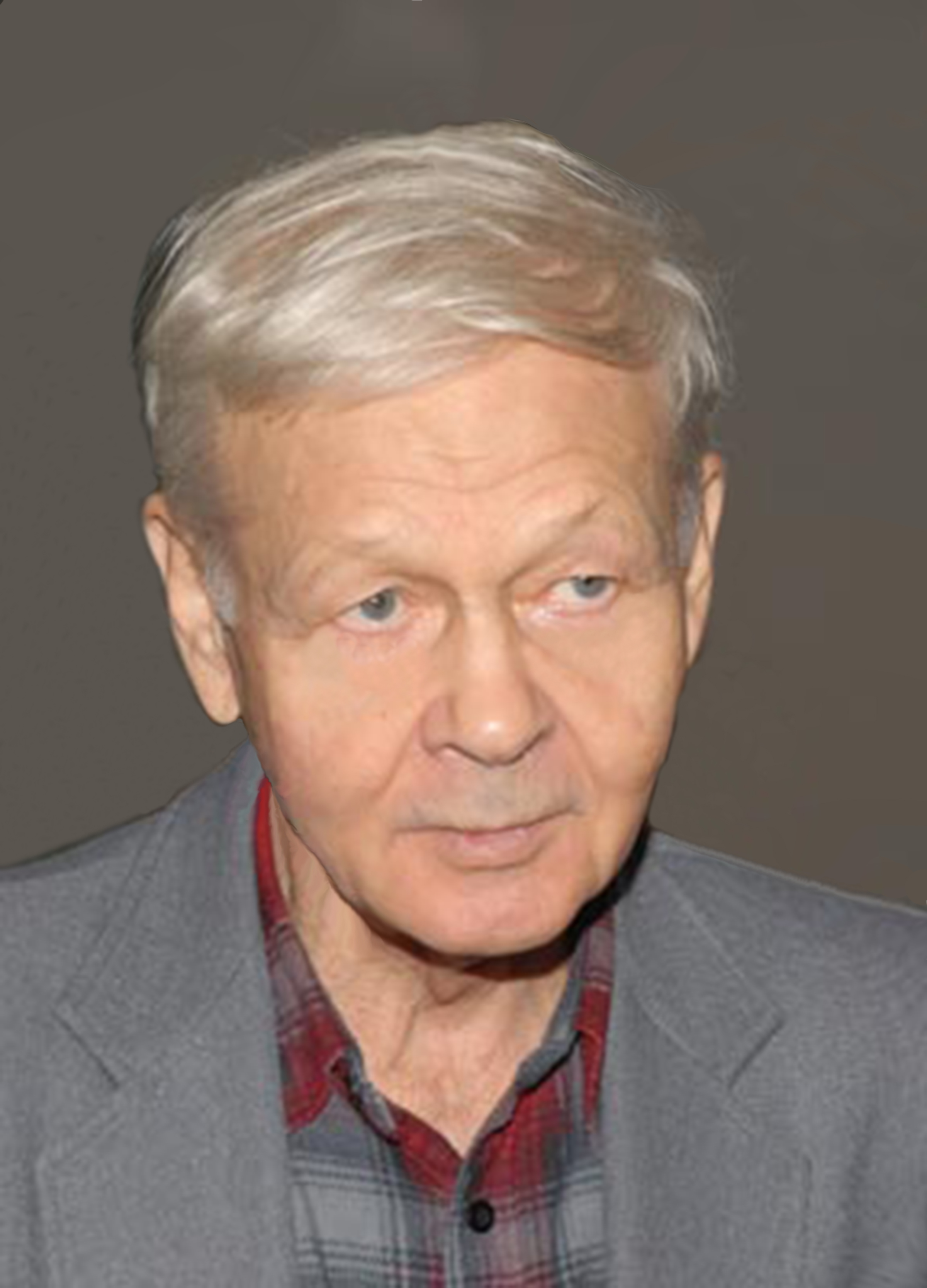
Пётр Палиевский

- Адметло и Ласаро (95) — испанский пионер подводного плавания, дизайнер аквалангов, режиссёр сериалов и писатель[325].
- Араужу, Серафин Фернандис ди (95) — бразильский кардинал, архиепископ Белу-Оризонти (1986—2004)[326].
- Грин, Тэд (79) — американский хоккеист, семикратный обладатель Кубка Стэнли[327].
- Дункан, Малкольм (74) — британский саксофонист (Average White Band)[328].
- Закария, Талаат (59) — египетский актёр[329].
- Карри, Фрэнсис (94) — техник-сержант армии США, участник Второй мировой войны, кавалер Медали Почёта (1945)[330].
- Митюрёв, Юрий Константинович (70) — советский и российский архитектор, главный архитектор Санкт-Петербурга (2008—2013), заслуженный архитектор России (2002)[331].
- Мурзабеков, Камиль Арсланалиевич (82) — советский и российский дагестанский художник (о смерти стало известно в этот день)[332][333].
- Нечунаев, Василий Маркович (80) — советский и российский детский писатель[334].
- Николсон, Райан (47) — канадский кинорежиссёр[335].
- Павлов, Юрий Павлович (84) — советский и украинский скульптор, заслуженный художник Украины[336].
- Палиевский, Пётр Васильевич (87) — советский и российский литературовед, доктор филологических наук (1992), сотрудник ИМЛИ РАН[337].
- Ракитин, Борис Владимирович (77) — советский и российский конструктор спортивных самолётов, вице-президент Федерации самолётного спорта[338].
- Рустамов, Явуз Исмаил оглы (86) — советский азербайджанский учёный, доктор технических наук, профессор, член-корреспондент НАНА (2001)[339].
- Сагателян, Армен Карленович (66) — армянский эколог, доктор геолого-минералогических наук (2001), профессор[340].
- Уотерман, Сплит (96) — британский спидвейный гонщик, двукратный серебряный призёр чемпионатов мира (1951, 1953)[341].
- Феррейра Торреш, Авелину (74) — португальский государственный деятель, мэр города Марку-ди-Канавезиш (1983—2005)[342].
- Шинглер, Хелен (100) — британская актриса[343].
- Эльжей, Жоржетта (90) — французский историк[344].
- Юнис, Саади (69) — иракский футболист, игрок национальной сборной (1973—1975)[345].

### 7 октября

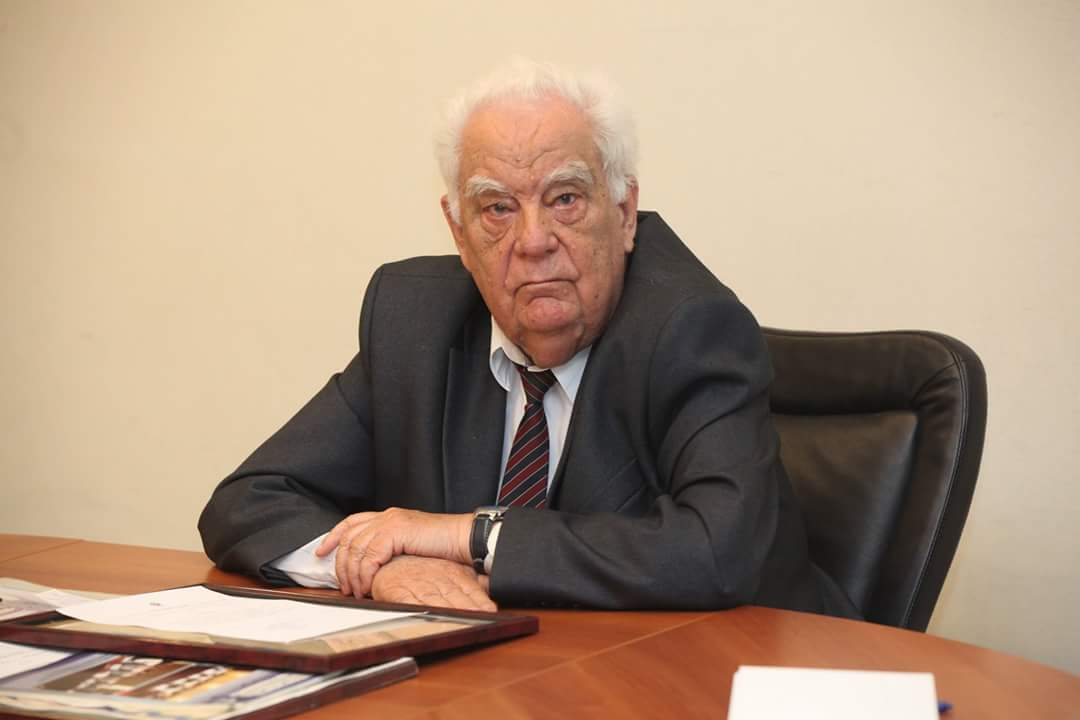
Марат Васильчук

- Берендсен, Герман (85) — нидерландский химик, разработчик GROMACS[346].
- Буравцев, Владимир Николаевич (74) — российский биофизик, доктор физико-математических наук, сотрудник ИХФ РАН (о смерти объявлено в этот день)[347].
- Васильчук, Марат Петрович (87) — советский и российский государственный деятель, председатель Госгортехнадзора России (1992—1997)[348].
- Вогелар, Элла (69) — нидерландский государственный деятель, министр по вопросам жилья, общин и интеграции (2007—2008)[349].
- Исаков, Михаил Иванович (72) — советский военный, участник войны в Афганистане, Герой Советского Союза (1980)[350].
- Кондратюк, Януш (76) — польский кинорежиссёр и сценарист[351].
- Люштанович, Йован — сербский детский писатель, педагог и переводчик[352].
- Лэвис, Нил (89) — австралийский спортсмен, чемпион и серебряный призёр летних Олимпийских игр в Риме (1960) по конному спорту[353].
- О’Коннор, Улик (91) — ирландский писатель[354].
- Окуму, Стивен (60) — кенийский боксёр и спортивный судья[355].
- Онето, Пепе (77) — испанский журналист и писатель[356].
- Саккомано, Эжен (83) — французский писатель и журналист[357].

### 6 октября

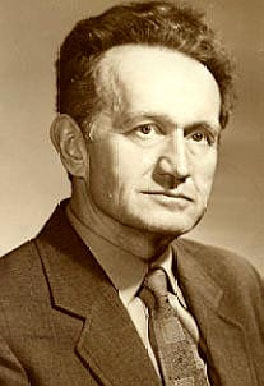
Демьян Бахрак

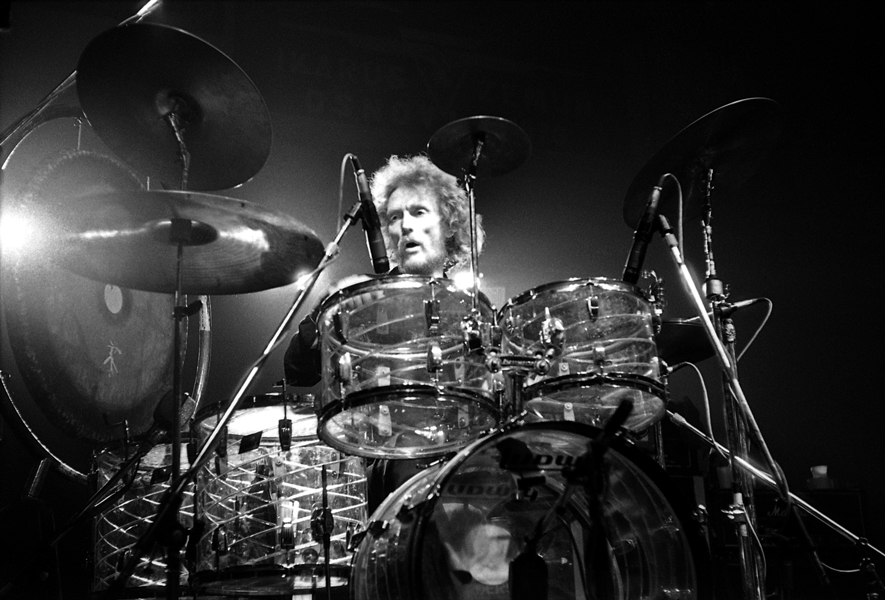
Джинджер Бейкер

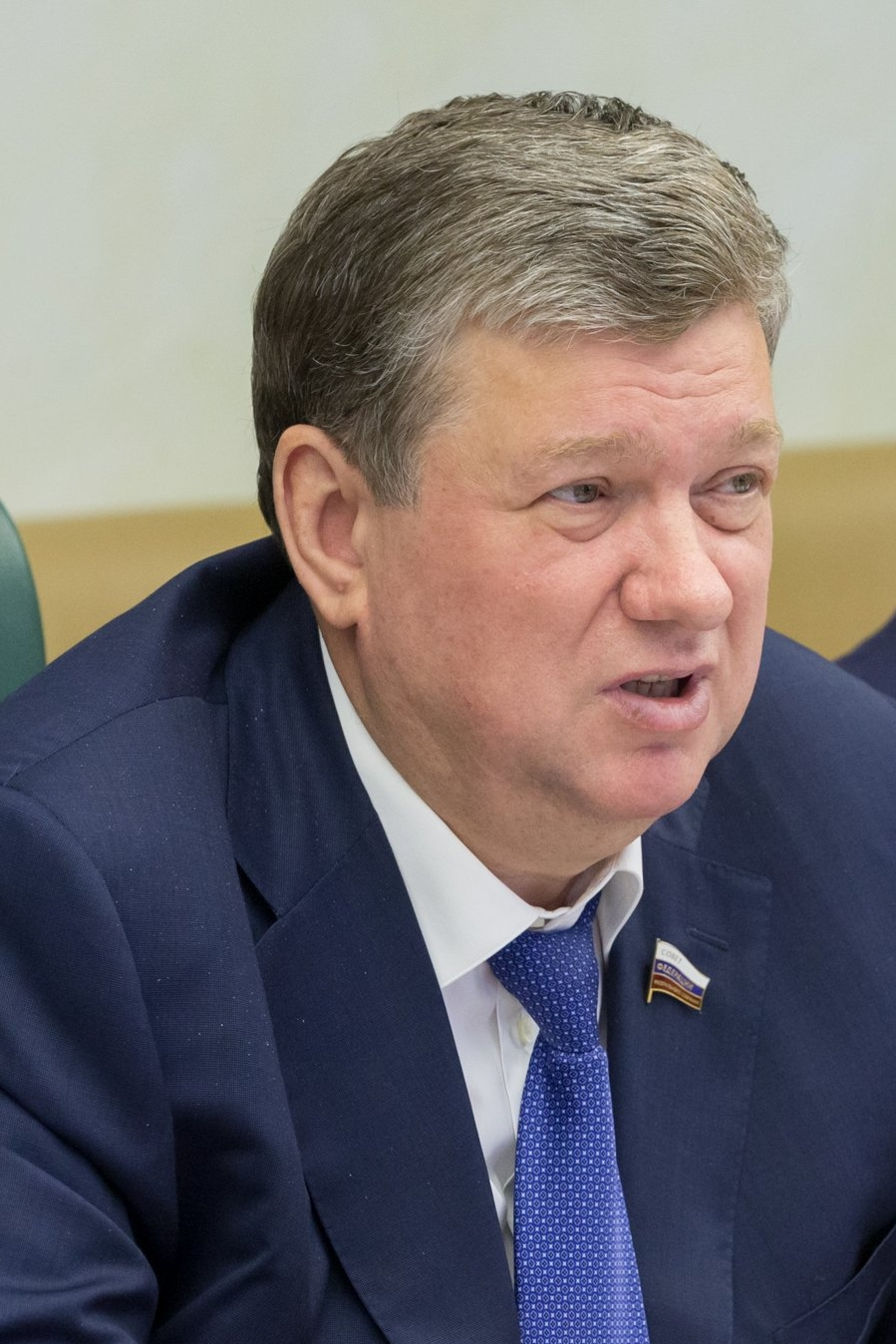
Евгений Бушмин

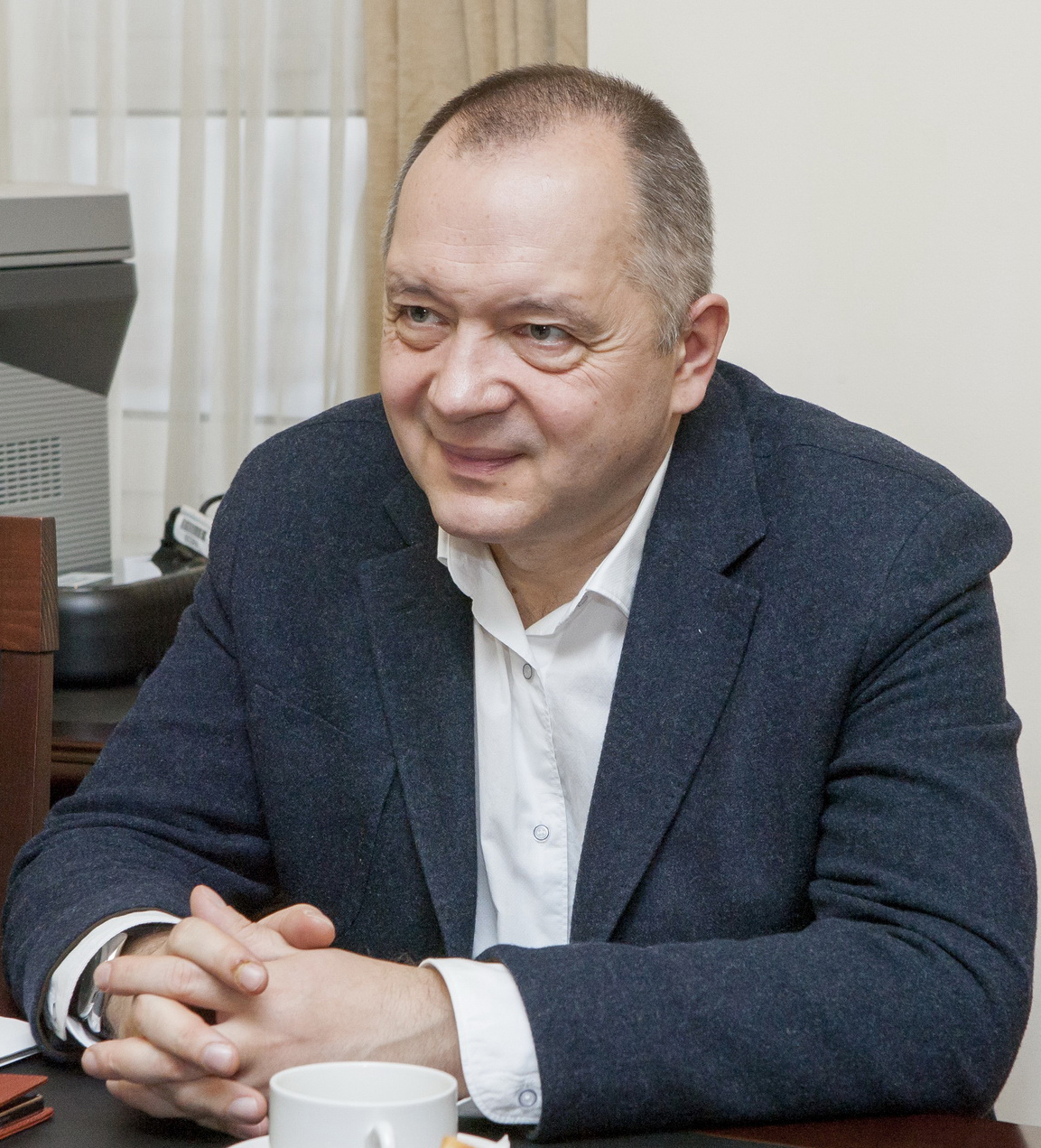
Дмитрий Серов

- Агапова, София Григорьевна (72) — российский лингвист, доктор филологических наук, профессор кафедры теории и практики английского языка ЮФУ[358].
- Бахрах, Демьян Николаевич (86) — советский и российский правовед, доктор юридических наук (1972), профессор (1974), заслуженный деятель науки Российской Федерации (1999)[359].
- Бейкер, Джинджер (80) — британский музыкант и автор песен[360].
- Бирчер, Эрнест (90) — британский гребец академического стиля, серебряный призёр летних Олимпийских игр в Лондоне (1948)[361].
- Бушмин, Евгений Викторович (61) — российский государственный деятель, заместитель председателя Совета Федерации (с 2013 года)[362].
- Гридасов, Геннадий (74) — советский и украинский художник-ювелир[363].
- Иутин, Юрий Васильевич (68) — российский юрист, вице-президент Федеральной нотариальной палаты, заслуженный юрист Российской Федерации (2015)[364].
- Карсон, Сиран (70) — североирландский поэт[365].
- Классен, Майнхард[нем.] (83) — немецкий медик, иностранный член Российской академии наук[366]
- Куклина, Марина Юрьевна (33) — украинская актриса[367].
- Лауэр, Мартин (82) — западногерманский спринтер, чемпион летних Олимпийских игр в Риме (1960)[368].
- Свид, Стивен (78) — американский предприниматель, один из основателей, президент и главный исполнительный директор SESAC[369].
- Серов, Дмитрий Олегович (55) — российский историк, доктор исторических наук (2010), профессор кафедры теории и истории государства и права НГУЭУ[370].
- Степанек, С. А. (59) — американская поэтесса, лауреат национальной поэтической премии (2005)[371].
- Тейлор, Рип (84) — американский киноактёр-комик[372].
- Храмостова, Власта (92) — чешская актриса[373][374].
- Янструм, Ларри (70) — американский рок-гитарист (38 Special)[375].

### 5 октября

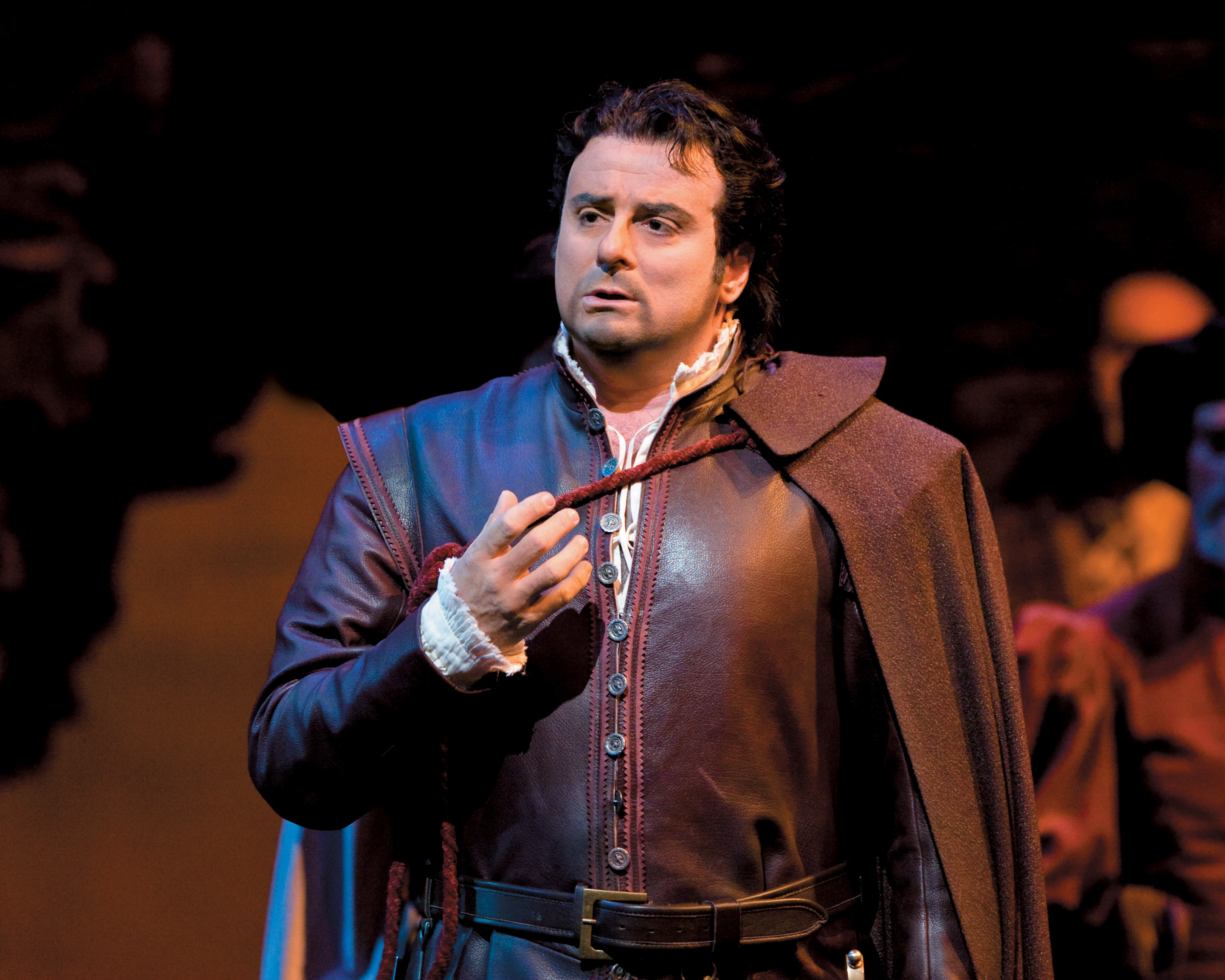
Марчелло Джордани

- Арцишевская, Нина Вячеславовна (86) — советская баскетболистка, чемпионка мира (1959), заслуженный мастер спорта СССР (1960); ДТП[376].
- Боттс, Ли (91) — американский эколог[377].
- Вандевельде, Филипп (62) — бельгийский писатель комиксов[378].
- Гривз, Дэвид (73) — английский снукерист[379].
- Даниленко, Иван Ефимович (82) — украинский хозяйственный деятель, председатель правления акционерного общества «Трест „Киевгорстрой-6“» холдинговой компании «Киевгорстрой» (1995—2007), Герой Украины (2005)[380].
- Джордани, Марчелло (56) — итальянский оперный певец (тенор)[381].
- Жертова, Ружена (86) — чешский архитектор и дизайнер[382].
- Ирсалиев, Арстанбек Аманбекович (69) — киргизский артист балета, солист Киргизского театра оперы и балета, народный артист Киргизской ССР (1979)[383].
- Кайзер, Генри (58) — нидерландский предприниматель и политический деятель, лидер правящей партии VVD (2014—2017)[384].
- Каммингс, Дэйв (79) — американский порноактёр[385].
- Козлов, Владимир Николаевич (69) — российский шахматист, международный мастер (1980)[386].
- Кравченко, Яков Фёдорович (90) — советский и российский писатель (о смерти стало известно в этот день)[387].
- Линдгрен, Блейн (80) — американский легкоатлет (спринтер), серебряный призёр летних Олимпийских игр в Токио (1964)[388].
- Майорга, Рохер (73) — никарагуанский футболист, голкипер национальной сборной[389].
- Медиев, Касымбек Медиулы (81) — советский и казахстанский партийный и государственный деятель, председатель Джезказганского облисполкома (1990—1992)[390].
- Мнацян, Самвел Рубикович (29) — российский хоккеист[391].
- Сергеев, Сергей Пантелеймонович (78) — советский и российский искусствовед[392].
- Сомс, Салли (82) — британский фотограф[393].
- Сухарев, Александр Григорьевич (86) — советский и российский учёный в области детской гигиены, академик РАМН (2005—2013), академик РАН (2013)[394].
- Фуэнтес, Амалия (79) — филиппинская актриса[395].
- Эчебаррен, Энди (76) — американский бейсболист[396].

### 4 октября

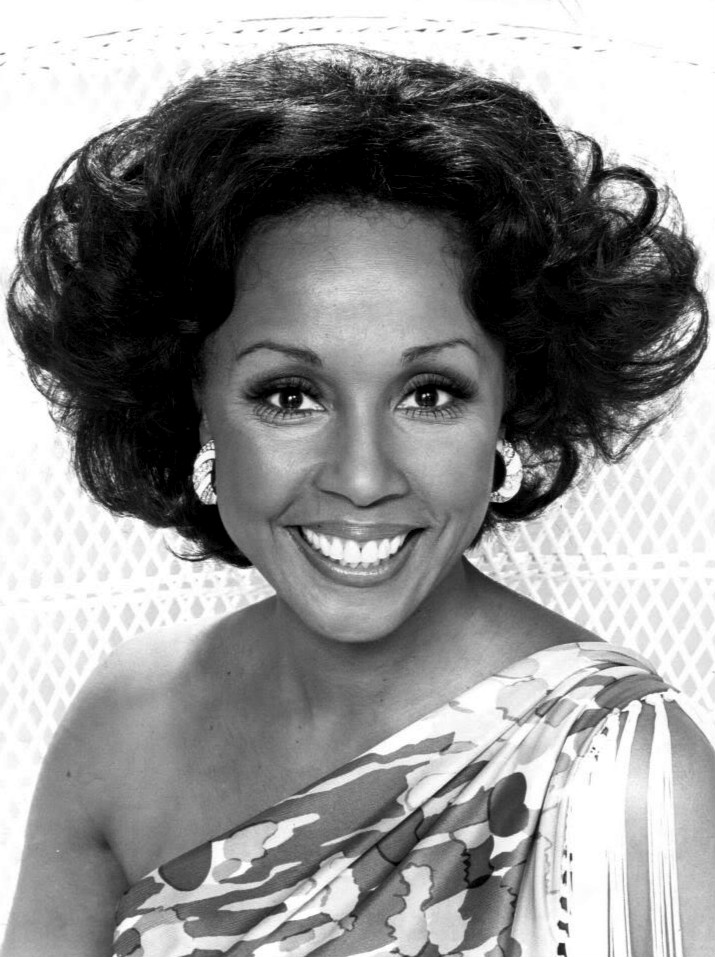
Дайан Кэрролл

- Аккерсон, Эд (54) — американский певец, автор песен и музыкант[397].
- Браун, Глен (75) — ямайский певец и музыкант[398].
- Бирюков, Михаил Сергеевич[англ.] (27) — российский теннисист, серебряный призёр летних юношеских Олимпийских игр 2010; самоубийство[399].
- Кэрролл, Дайан (84) — американская актриса, певица и модель, лауреат премии «Тони» (1962)[400].
- Мабеса, Тони (84) — филиппинский актёр[401].
- Мур, Стивен (81) — британский актёр[402].
- Чаплин, Валентин Львович (93) — советский и российский религиозный деятель, протоиерей, клирик Казанского собора Москвы[403].
- Чжан Сыин (94) — китайский эксперт по автоматизированному контролю, действительный член Китайской академии наук (1997)[404].
- Широкова, Инна Алексеевна (82) — советская и российская художница, заслуженный художник РСФСР (1987)[405].
- Шмерер, Джеймс (81) — американский сценарист и продюсер[406].

### 3 октября

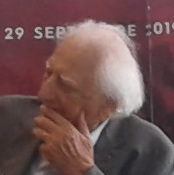
Роже Тайибер

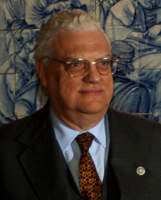
Диогу Фрейташ ду Амарал

- Апанавичюте, Гражина (79) — литовская оперная певица (сопрано), солистка Литовского театра оперы и балета (1968—1991), народная артистка Литовской ССР (1980)[407].
- Балог, Марта (76) — венгерская гандболистка, чемпионка мира (1965; ФРГ)[408].
- Беленков, Анатолий Борисович (87) — советский и российский тренер по академической гребле, заслуженный тренер СССР[409].
- Белл, Вилли (87) — американский гитарист[410].
- Бьюкенен, Джон (88) — канадский государственный деятель, премьер-министр Новой Шотландияи[411].
- Григоренко, Георгий Михайлович (80) — советский и украинский материаловед, академик НАНУ (2009)[412].
- Данон, Рами (76) — израильский актёр, писатель и режиссёр[413].
- Даубер, Льюис (70) — американский актёр[414].
- Крупа, Иван Николаевич (84) — советский и российский писатель и журналист[415].
- Лукасик, Стивен (88) — американский физик, директор Управления перспективных исследовательских проектов Министерства обороны США (1971—1975)[416].
- Лундеберг, Филип (96) — американский историк[417].
- Марьянская, Тереза (82) — польский палеонтолог[418].
- Олейник, Анатолий Васильевич (84) — советский и российский химик, доктор химических наук, заслуженный профессор ННГУ[419].
- Петров, Глеб Георгиевич (82) — советский и российский тренер по плаванию, заслуженный тренер СССР (1984)[420].
- Тайибер, Роже (93) — французский архитектор[421].
- Теста, Альберто (96) — итальянский танцор и хореограф[422].
- Фрейташ ду Амарал, Диогу (78) — португальский государственный деятель, и. о. премьер-министра (1980—1981), министр иностранных дел (1980—1981, 2005—2006), министр обороны (1981—1983) Португалии[423].

### 2 октября

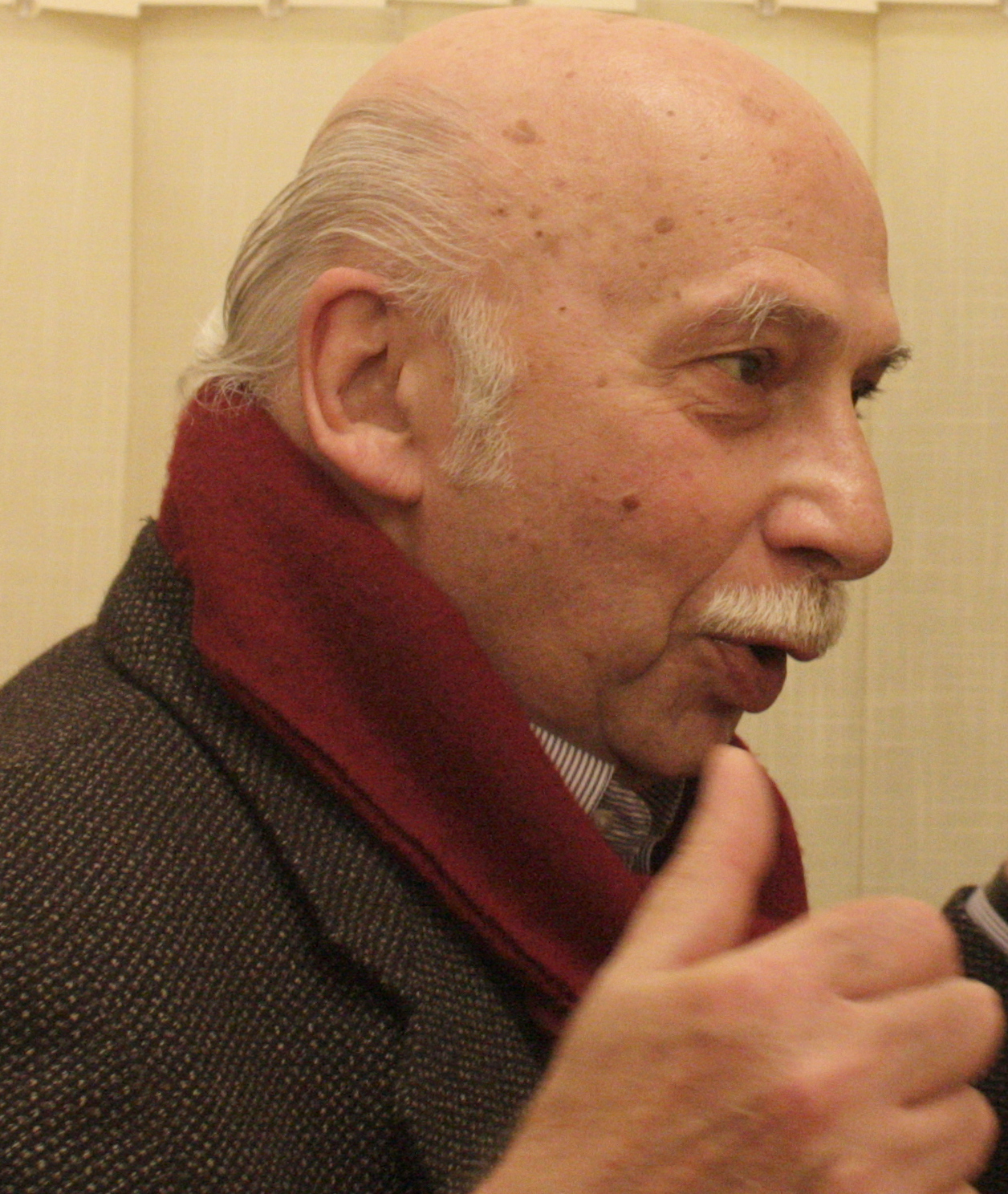
Гия Канчели

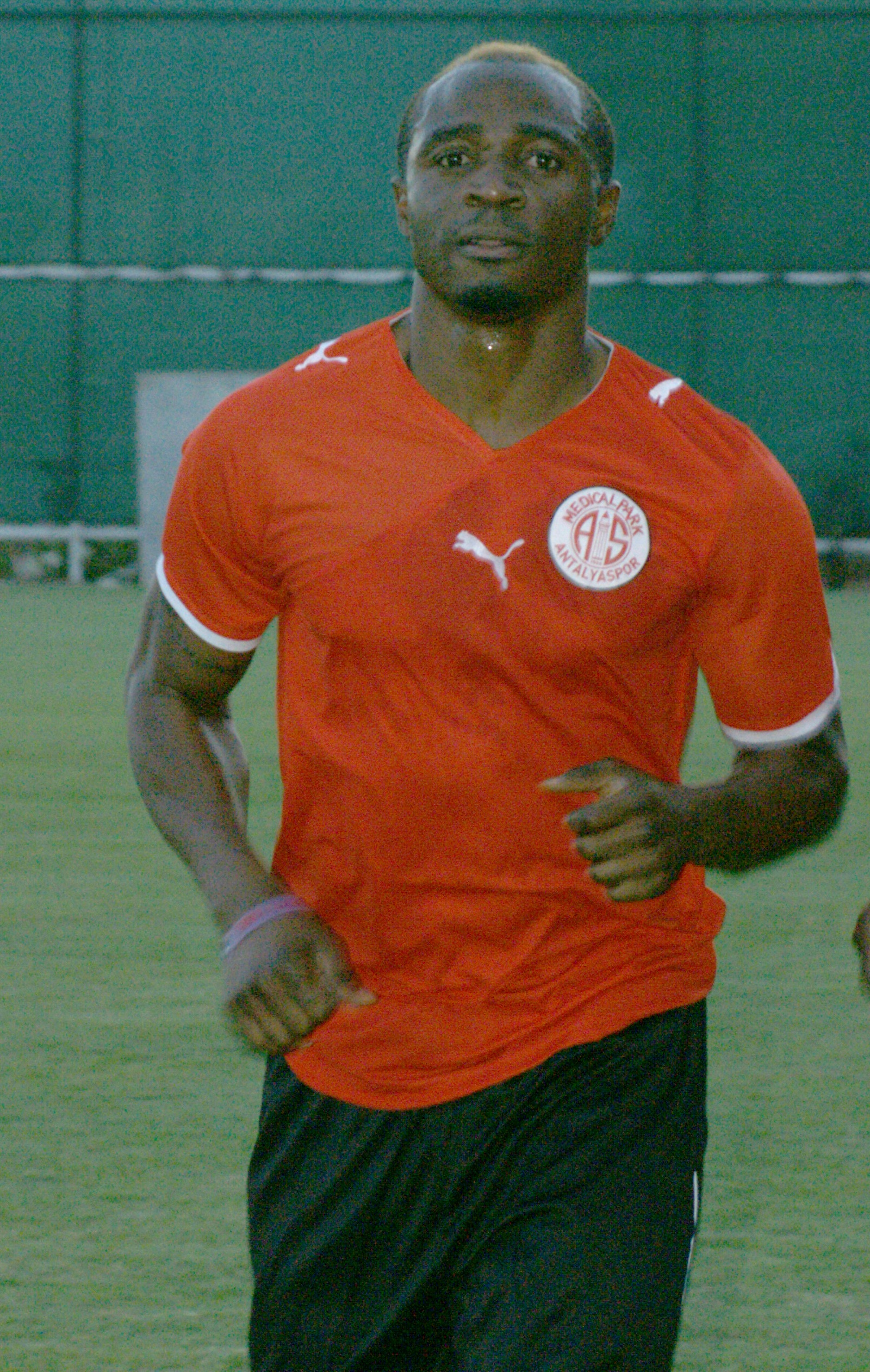
Айзек Промис

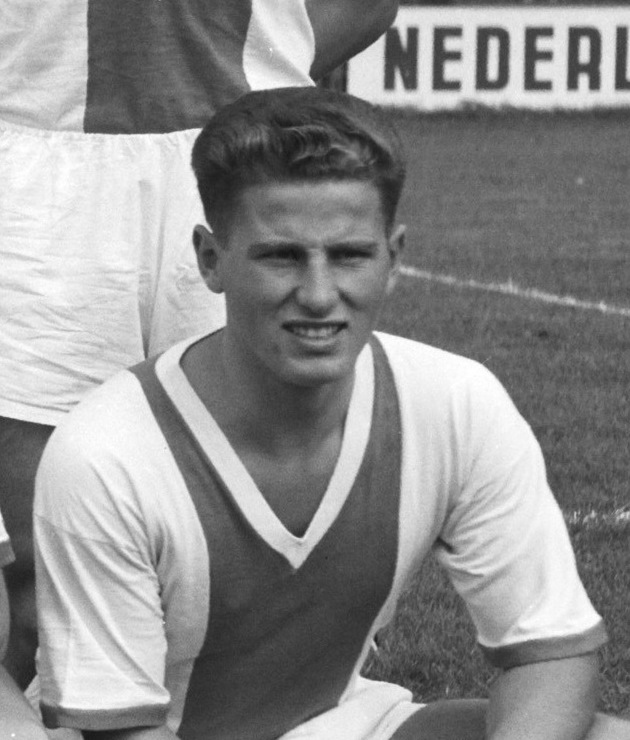
Ян Селен

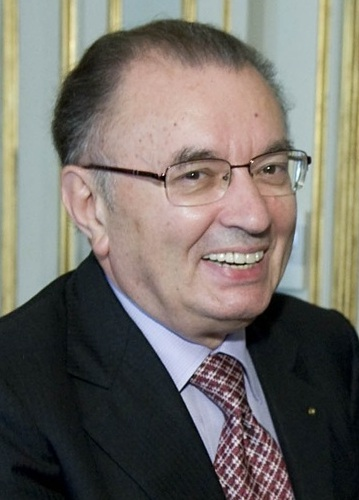
Джорджо Скуинци

- Атакулов, Болот Куттубекович (25) — российский боксёр, чемпион России; убит[424].
- Беляев, Владимир Васильевич (71) — российский эколог леса, доктор сельскохозяйственных наук (1999), профессор[425].
- Гаер, Евдокия Александровна (85) — российский государственный и общественный деятель, член Совета Федерации (1994—1996)[426].
- Гибсон, Джули (106) — американская актриса[427].
- Заслов, Алан (91) — американский режиссёр и продюсер анимационного кино[428].
- Истомин, Владимир Алексеевич (80) — советский и российский художник, заслуженный художник РСФСР (1989)[429].
- Канчели, Гия Александрович (84) — советский и грузинский композитор, народный артист СССР (1988), лауреат Государственной премии СССР (1976)[430].
- Кашани, Джафар (75) — иранский футболист, игрок национальной сборной[431].
- Мастерс, Барри (63) — американский рок-музыкант, участник группы Eddie and the Hot Rods[432].
- Мятик, Калью (87) — эстонский диссидент и политический деятель, один из основателей Партии национальной независимости Эстонии[433].
- Промис, Айзек (31) — нигерийский футболист, серебряный призёр летних Олимпийских игр в Пекине (2008) в составе национальной сборной[434].
- Селен, Ян (80) — нидерландский футболист[435].
- Сельг, Ханно Антонович (82) — советский пятиборец, серебряный призёр летних Олимпийских игр в Риме (1960), чемпион СССР (1960)[436].
- Скуинци, Джорджо (76) — итальянский предприниматель[437].
- Шаттак, Ким (56) — американская рок-певица и гитаристка[438].

### 1 октября

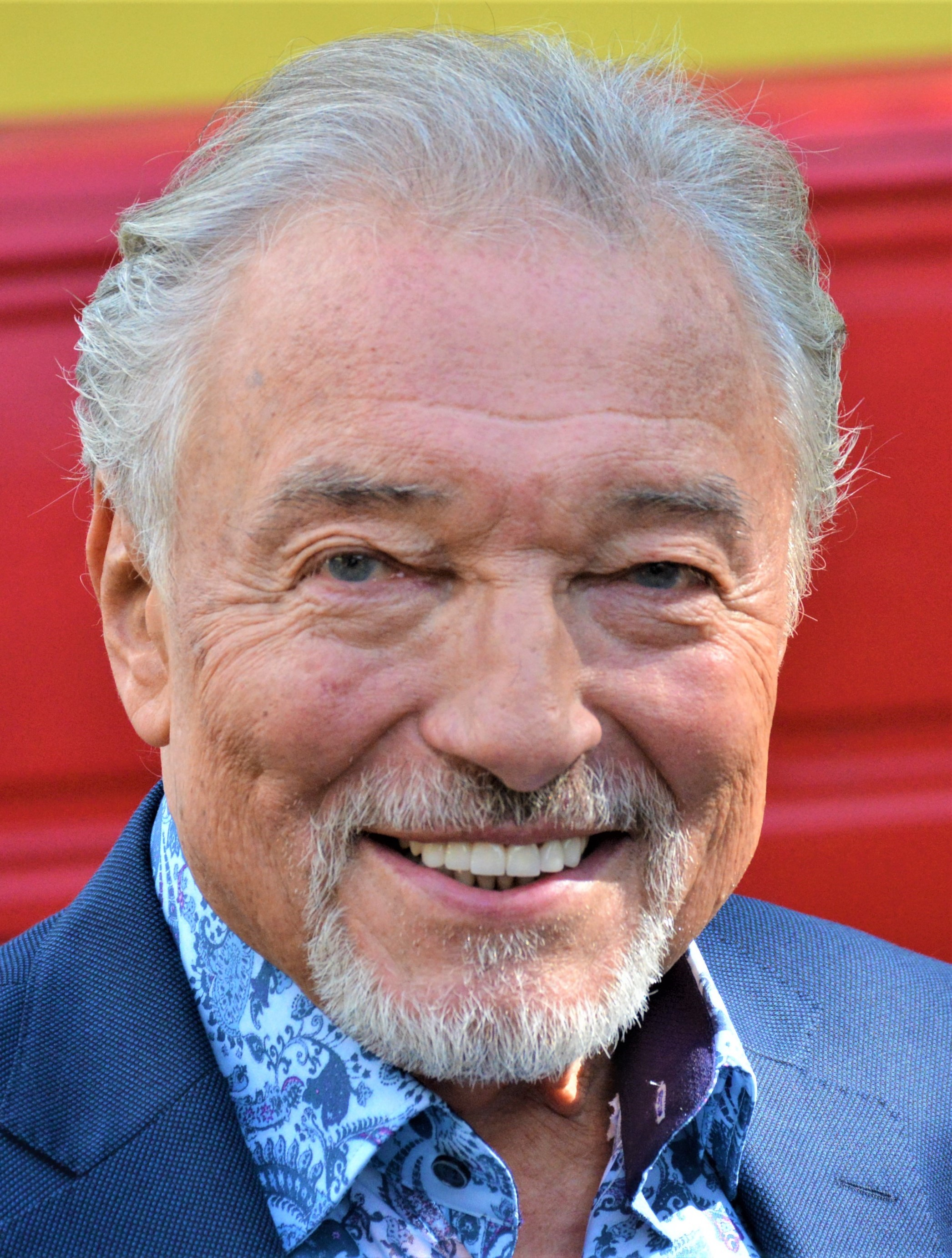
Карел Готт

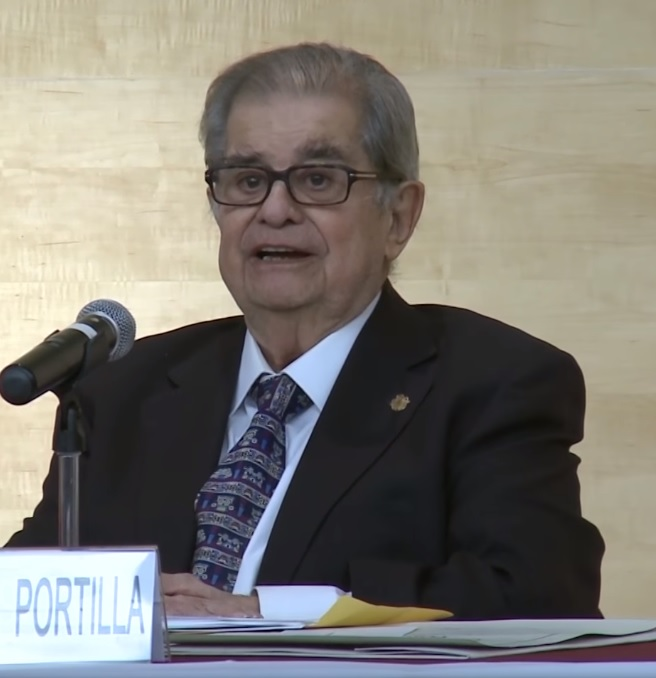
Мигель Леон-Портилья

- Альбер, Жильбер (89) — швейцарский ювелир[439].
- Бисмут, Роже (92) — тунисский бизнесмен и политический деятель, депутат верхней палаты тунисского парламента (2005—2011)[440].
- Ведин, Александр Михайлович (89) — советский и российский писатель и журналист[441].
- Величко, Александр Иванович (94) — участник Великой Отечественной войны, полный кавалер ордена Славы[442].
- Вэнь Чуаньюань (101) — китайский инженер по аэронавтике и автоматизации[443].
- Гилёв, Анатолий Васильевич (88) — русский советский художник-график, карикатурист[444]
- Готт, Карел (80) — чешский певец[445].
- Грачёва, Лариса Вячеславовна (64) — российский театральный педагог, доктор искусствоведения (2005), профессор кафедры актёрского искусства РГИСИ[446].
- Дашинамжилов, Бато Садаевич (68) — советский и российский борец вольного стиля и тренер, мастер спорта СССР[447].
- Зайцев, Рогдай Олегович (81) — советский и российский физик, доктор физико-математических наук, профессор кафедры теоретической физики МФТИ[448].
- Иннанен, Йоуко (66) — финский режиссёр-аниматор[449].
- Леон-Портилья, Мигель (93) — мексиканский антрополог и историк[450] Архивная копия от 2 октября 2019 на Wayback Machine.
- Пернер, Вольфганг (52) — австрийский биатлонист, бронзовый призёр зимних Олимпийских игр в Солт-Лейк-Сити (2002)[451].
- Плескоу, Эрик (95) — американский кинопродюсер австрийского происхождения, президент United Artists (1973—1978), соучредитель и президент Orion Pictures (1978—1991)[452].
- Сандр, Аксель (37) — французская писательница[453].
- Тугас, Джеральд (86) — канадский писатель[454].
- Тузова, Клара Евгеньевна (90) — советская и российская актриса, артистка Таганрогского драмтеатра (с 1951 года), заслуженная артистка РСФСР (1976)[455].
- Уоткинс, Беверли (80) — американская гитаристка и певица[456].
- Ферм, Андерс (81) — шведский дипломат, постоянный представитель Швеции в ООН[457].
- Чакмакчян, Арто (86) — советский и канадский скульптор[458].
- Шальнев, Борис Михайлович (83) — российский краевед, заслуженный работник культуры Российской Федерации (2006)[459].